# Liste der Biografien/Roh
Liste der Biografien |
Portal Biografien |
Personensuche
# |
A |
B |
C |
D |
E |
F |
G |
H |
I |
J |
K |
L |
M |
N |
O |
P |
Q |
R |
S |
T |
U |
V |
W |
X |
Y |
Z |
?
 
Ra |
Rb |
Rd |
Re |
Rh |
Ri |
Rj |
Rk |
Rl |
Rm |
Rn |
Ro |
Rr |
Rs |
Rt |
Ru |
Rv |
Rw |
Rx |
Ry |
Rz
 
Roa |
Rob |
Roc |
Rod |
Roe |
Rof |
Rog |
Roh |
Roi |
Roj |
Rok |
Rol |
Rom |
Ron |
Roo |
Rop |
Roq |
Ror |
Ros |
Rot |
Rou |
Rov |
Row |
Rox |
Roy |
Roz 
Die Liste der Biografien führt alle Personen auf, die in der deutschsprachigen Wikipedia einen Artikel haben. Dieses ist eine Teilliste mit 867 Einträgen von Personen, deren Namen mit den Buchstaben „Roh“ beginnt.

## Roh
- Röh, Dieter (* 1971), deutscher Sozialarbeitswissenschaftler und Hochschullehrer
- Roh, Franz (1890–1965), deutscher Kunstkritiker und Fotograf
- Roh, Hoe-chan (1956–2018), südkoreanischer Politiker
- Roh, Jeong-eui (* 2001), südkoreanische Schauspielerin
- Roh, Juliane (1909–1987), deutsche Kunsthistorikerin und Kunstkritikerin
- Roh, Moo-hyun (1946–2009), südkoreanischer Politiker; Präsident von Südkorea (2003–2008)Roh Moo-hyun (1946–2009)

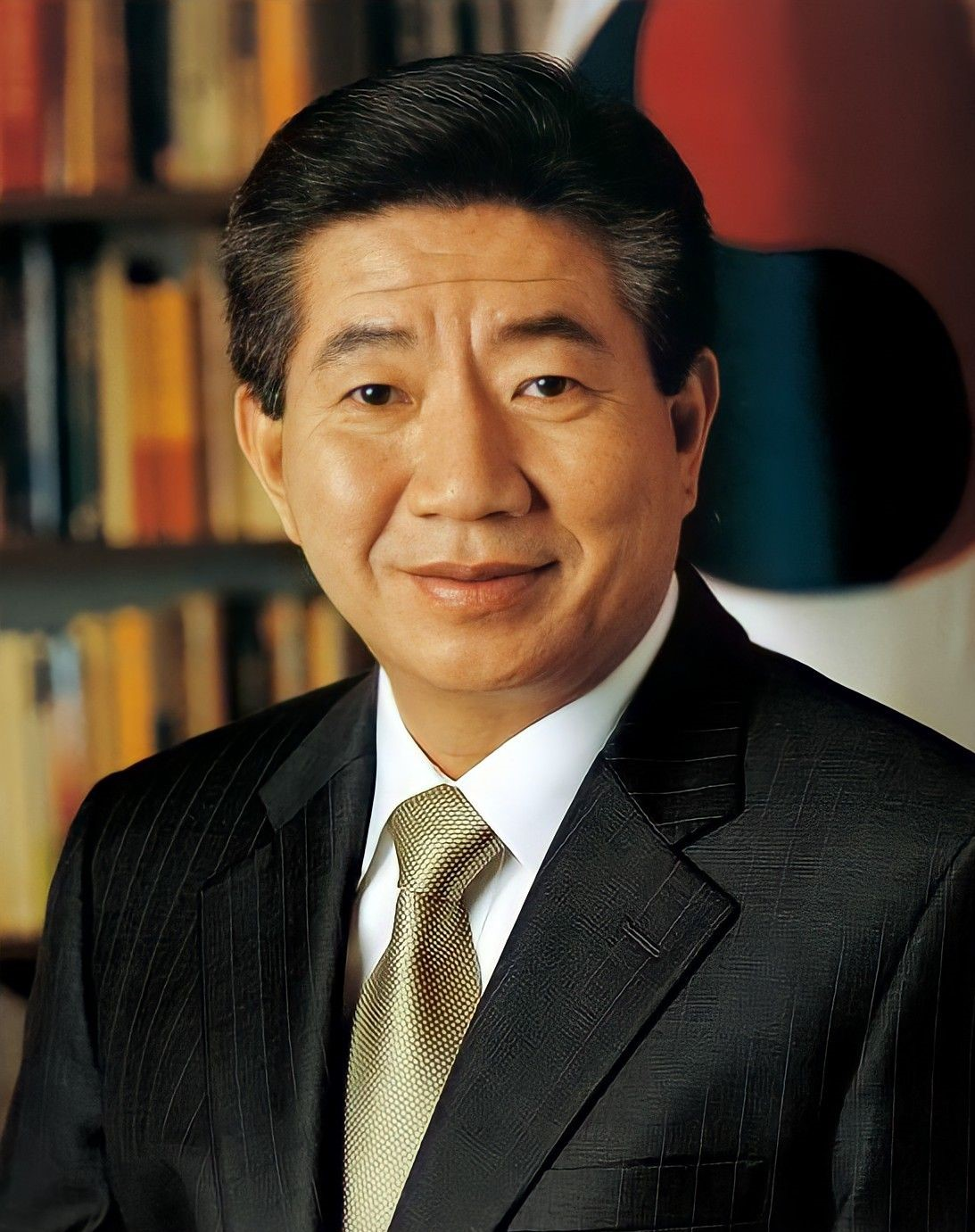
Roh Moo-hyun (1946–2009)

- Roh, Paul (1870–1958), deutscher Diplomat
- Roh, Peter (1811–1872), Schweizer Jesuit und Pädagoge
- Roh, Tae-woo (1932–2021), südkoreanischer General und Politiker
- Roh, Yoon-seo (* 2000), südkoreanische Schauspielerin und Model

### Roha
- Roháč z Dubé, Jan († 1437), böhmischer Adliger
- Rohac, Richard (1906–1956), österreichischer Designer und Metallhandwerker
- Rohaczek, Rudolf (* 1986), österreichischer Kinderschauspieler
- Rohaczewski, Andrzej, polnischer Komponist
- Rohaizad, Zharfan (* 1997), singapurischer Fußballspieler
- Rohan, Alain IX. de († 1462), Vicomte de Rohan et de Léon, Comte de Porhoët und Baron de Pontchâteau
- Rohan, Alain VIII. de († 1429), französischer Adliger, Gouverneur von Bretagne
- Rohan, Albert (1936–2019), österreichischer Diplomat
- Rohan, Benjamin de (1583–1642), französischer Hugenottenführer, Herzog von Frontenay, Pair von Frankreich
- Rohan, Camille de (1800–1892), Mitglied des Herrenhauses des österreichischen Reichsrates, Ritter des Ordens des Goldenen Vließes
- Rohan, Charles Alain Gabriel de (1764–1836), Prinz von Rohan und kaiserlich-österreichischer Feldmarschall-Leutnant
- Rohan, Charles de, prince de Soubise (1715–1787), französischer General und Staatsmann, Pair und Marschall von Frankreich
- Rohan, Charles I. de († 1438), französischer Adliger aus der Bretagne
- Rohan, Charles II. de († 1699), französischer Aristokrat aus dem Haus Rohan
- Rohan, Charles III. de (1655–1727), französischer Aristokrat aus dem Haus Rohan
- Rohan, Denis Michael (1941–2013), australischer AttentäterDenis Michael Rohan (1941–2013)

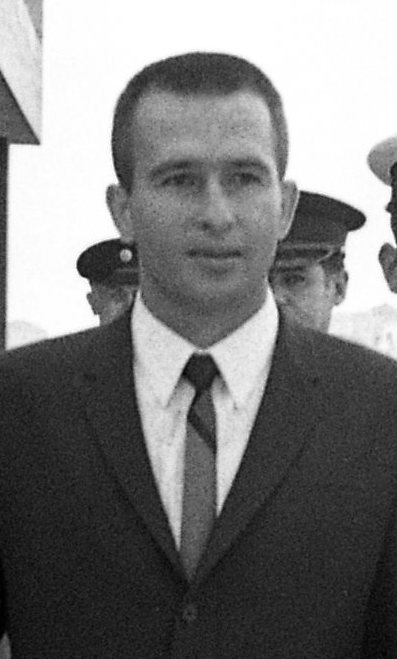
Denis Michael Rohan (1941–2013)

- Rohan, Françoise de († 1591), französische Adlige und Hofdame
- Rohan, Henri I. de (1535–1575), französischer Adliger und Förderer des Protestantismus in der Bretagne
- Rohan, Henri II. de (1579–1638), Anführer der Hugenotten
- Rohan, Henri Louis Marie de (1745–1809), französischer Adliger und Großkammerherr von Frankreich
- Rohan, Hercule de (1568–1654), Herzog von Montbazon, Pair von Frankreich, Fürst von Guéméné und Graf von Rochefort
- Rohan, Jacqueline de († 1587), französische Gerichtsbeamtin und Aristokratin
- Rohan, Jean II. de (1452–1516), französischer Aristokrat aus dem Haus Rohan
- Rohan, Jiří (* 1964), tschechischer Kanute
- Rohan, Jules Hercule Mériadec de (1726–1800), Duc de Montbazon und Prince de Guéméné
- Rohan, Karl Anton (1898–1975), österreichischer politischer Schriftsteller
- Rohan, Louis de (1635–1674), Großjägermeister von Frankreich
- Rohan, Louis I. de († 1457), französischer Adliger aus der Bretagne
- Rohan, Louis II. de († 1508), französischer Adliger und Militär
- Rohan, Louis III. de († 1498), französischer Adliger und Militär
- Rohan, Louis IV. de († 1527), französischer Adliger und Militär
- Rohan, Louis V. de († 1557), französischer Adliger und Militär
- Rohan, Louis VI. de (1540–1611), französischer Adliger und Militär
- Rohan, Louis Victor Mériadec de (1766–1846), Mitglied des französischen Adelsgeschlechtes Rohan und kaiserlich-österreichischer Feldmarschall-Leutnant
- Rohan, Louis VII. de (1562–1589), französischer Adliger
- Rohan, Louis VIII. de (1598–1667), französischer Aristokrat aus dem Haus Rohan
- Rohan, Louis-Armand-Constantin de (1732–1794), französischer Aristokrat und Marineoffizier
- Rohan, Lukáš (* 1995), tschechischer Kanute
- Rohan, Marguerite de († 1684), französische Adliger
- Rohan, Marie Isabelle de (1699–1754), französische Aristokratin, Erzieherin des Dauphin
- Rohan, Marie Louise de (1720–1803), Gouvernante Ludwigs XVI.
- Rohan, Michael Scott (1951–2018), schottischer Fantasy- und SF-Autor
- Rohan, Pierre I. de (1451–1513), Marschall von Frankreich
- Rohan, René I. de (1516–1552), französischer Militär
- Rohan, René II. de († 1586), französischer Adliger und Hugenottenführer
- Rohan, Tancrède de (1630–1649), französischer Adliger und Prätendent
- Rohan, Victoire de (1743–1807), französische Adlige
- Rohan-Chabot, Alexandre Louis Auguste de (1761–1816), französischer Aristokrat und Militär
- Rohan-Chabot, Alexandrine Charlotte de (1763–1839), französischer Aristokrat und Militär
- Rohan-Chabot, Anne de (1648–1709), Fürstin von Soubise und Mätresse des französischen Königs Ludwig XIV.Anne de Rohan-Chabot (1648–1709)

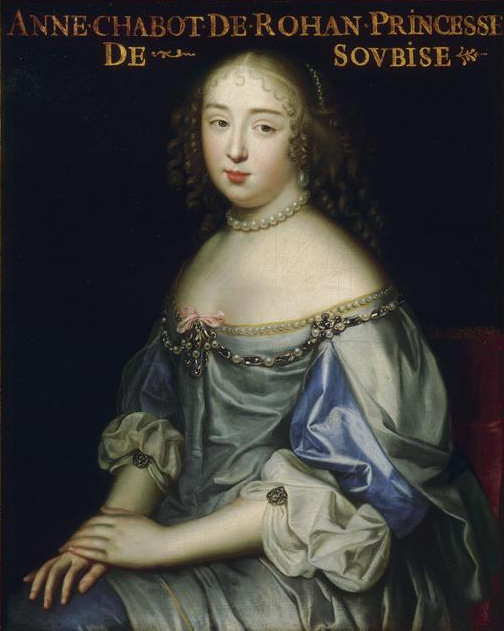
Anne de Rohan-Chabot (1648–1709)

- Rohan-Chabot, Guy-Auguste de (1683–1760), französischer Aristokrat und Militär
- Rohan-Chabot, Louis Auguste de (1722–1753), französischer Adliger und Offizier
- Rohan-Chabot, Louis de (1652–1727), französischer Aristokrat
- Rohan-Chabot, Louis II. Bretagne Alain de (1679–1738), französischer Aristokrat und Höfling
- Rohan-Chabot, Louis Marie Bretagne de (1710–1791), französischer Adliger und Offizier
- Rohan-Chabot, Louis-Antoine de (1733–1807), französischer Aristokrat und Militär
- Rohan-Chabot, Louis-François-Auguste de (1788–1833), französischer Geistlicher, Erzbischof von Besançon und Kardinal
- Rohan-Gié, Charles de († 1528), französischer Adliger und Militär
- Rohan-Gié, Claude de (* 1519), Mätresse des französischen Königs Franz I.
- Rohan-Gié, François de († 1559), französischer Adliger, Militär und Diplomat
- Rohan-Guémené, Anne de (1606–1685), französische Adlige
- Rohan-Guémené, Armand Jules de (1695–1762), Erzbischof von Reims
- Rohan-Guéméné, Ferdinand Maximilien Mériadec de (1738–1813), französischer Aristokrat und Geistlicher aus dem Haus Rohan
- Rohan-Guéméné, Hercule Mériadec de (1688–1757), französischer Aristokrat
- Rohan-Guéméné, Louis César Constantin de (1697–1779), französischer Geistlicher, Kardinal der Römischen Kirche, Bischof von Straßburg
- Rohan-Guéméné, Louis René Édouard de (1734–1803), letzter Fürstbischof des Bistums StraßburgLouis René Édouard de Rohan-Guéméné (1734–1803)

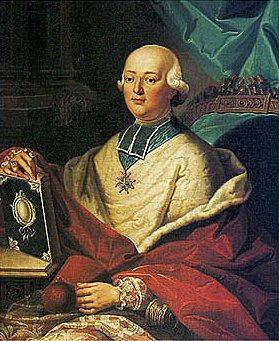
Louis René Édouard de Rohan-Guéméné (1734–1803)

- Rohan-Meister, französischer Buchmaler
- Rohan-Polduc, Emmanuel de (1725–1797), Großmeister des Souveränen Ritter- und Hospitalordens vom Heiligen Johannes zu Jerusalem
- Rohan-Rochefort, Louise Julie Constance de (1734–1815), Großstallmeisterin von Frankreich
- Rohan-Soubise, Anne de († 1646), französische Dichterin
- Rohan-Soubise, Armand I. Gaston Maximilien de (1674–1749), französischer Politiker und Kirchenfürst
- Rohan-Soubise, Armand II. François Auguste de (1717–1756), französischer Kirchenfürst und Bischof von Straßburg
- Rohan-Soubise, François de (1630–1712), französischer Adliger und Militär
- Rohan-Soubise, Hercule Mériadec de (1669–1749), französischer Aristokrat und Militär
- Rohani, Anoushiravan (* 1939), iranischer Komponist und Pianist
- Rohani, Hassan (* 1948), iranischer Geistlicher und PolitikerHassan Rohani (* 1948)

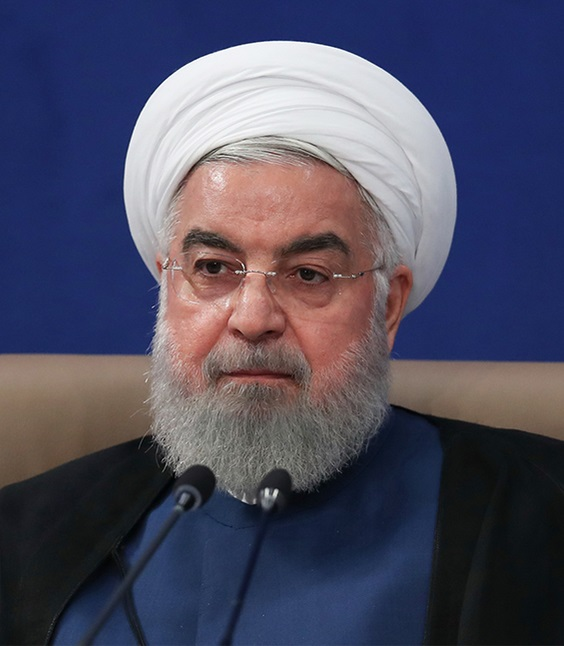
Hassan Rohani (* 1948)

- Rohard der Ältere, Kastellan und Vizegraf von Jerusalem
- Rohard der Jüngere, Kastellan und Vizegraf von Jerusalem
- Rohard I. († 1107), Herr von Haifa
- Rohard II., Herr von Haifa
- Rohardt, Heinrich (1871–1945), deutscher Konteradmiral der Kaiserlichen Marine
- Rohart, Xavier (* 1968), französischer Segler
- Rohata, Josef (1909–1989), österreichischer Politiker (SPÖ), Landtagsabgeordneter
- Rohatsch, Andreas (* 1962), österreichischer Geologe
- Rohatsch, Gerhard (* 1956), deutscher Fußballspieler
- Rohault, Jacques (1618–1672), französischer Physiker und Mathematiker

### Rohb
- Rohbeck, Johannes (* 1947), deutscher Philosoph
- Rohbeck, Uwe (* 1961), deutscher Schauspieler und Regisseur
- Rohbock, Ludwig (1824–1893), deutscher Landschafts- und Architekturzeichner und Stahlstecher
- Rohbock, Shauna (* 1977), US-amerikanische Bobfahrerin und vormalige Fußballspielerin

### Rohd
- Rohd, Jakob Friedrich von (1703–1784), preußischer Minister
- Rohde, Achim (1936–2021), deutscher Politiker (FDP), MdL und Regierungspräsident
- Rohde, Adolf (1880–1955), deutscher Tiefbau-Ingenieur, Kommunalpolitiker
- Rohde, Alfred (1892–1945), deutscher KunsthistorikerAlfred Rohde (1892–1945)

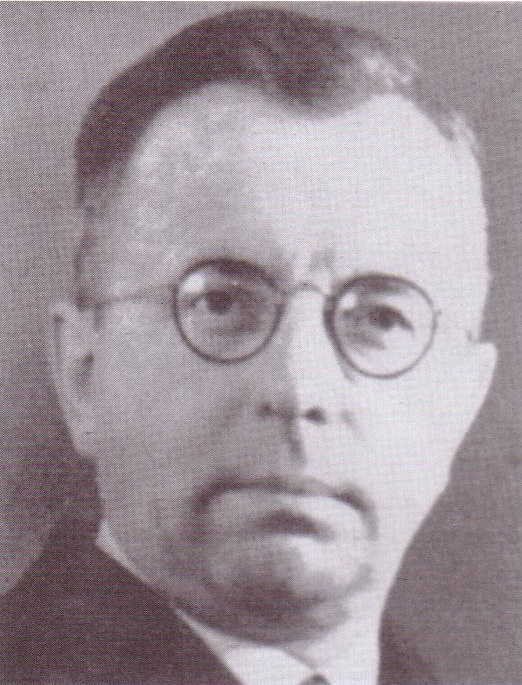
Alfred Rohde (1892–1945)

- Rohde, Alfred (1921–1990), deutscher Politiker (SED), MdV
- Rohde, Andre (* 1975), deutscher Gewichtheber
- Rohde, Anke (* 1954), deutsche Psychiaterin und Psychotherapeutin
- Rohde, Armin (* 1952), deutscher Wirtschaftswissenschaftler und Hochschullehrer
- Rohde, Armin (* 1955), deutscher Schauspieler, Hörspiel- und SynchronsprecherArmin Rohde (* 1955)

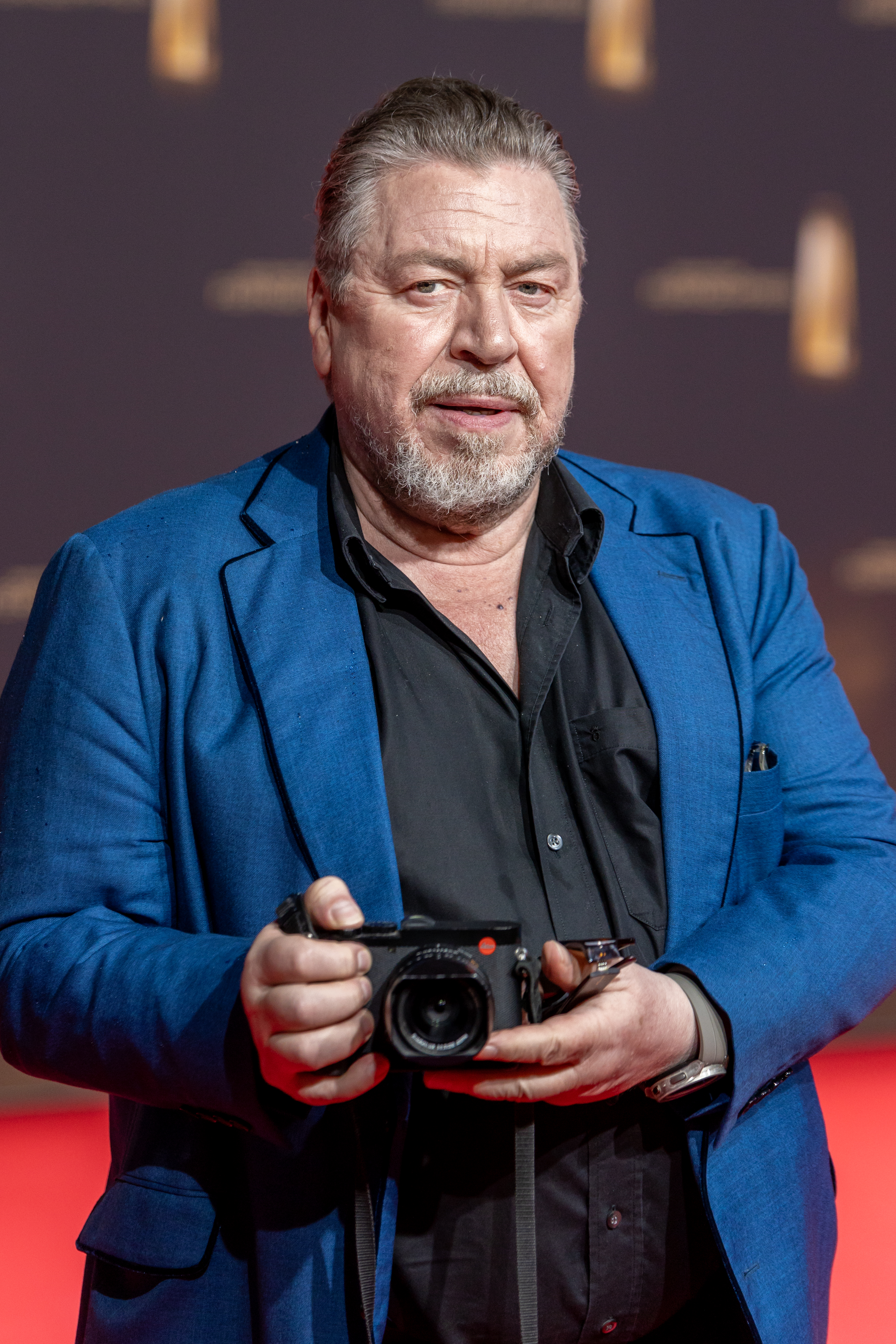
Armin Rohde (* 1955)

- Rohde, August Ferdinand (1879–1947), deutscher Gutsbesitzer, Mitglied des Provinziallandtages der Provinz Hessen-Nassau
- Rohde, Bernd (* 1952), deutscher Politiker (CDU) und Staatssekretär
- Rohde, Brigitte (* 1954), deutsche Leichtathletin und Olympiasiegerin
- Rohde, Bryce (1923–2016), australischer Jazzmusiker (Piano, Komposition)
- Rohde, Carl (1806–1873), deutscher Lithograph und Maler
- Rohde, Carl Wilhelm (1785–1857), deutscher Bürgermeister und Abgeordneter
- Rohde, Carl Wilhelm (1809–1888), deutscher Verwaltungsbeamter
- Rohde, Christian (* 1974), deutscher Filmproduzent
- Rohde, Christian (* 1974), deutscher Journalist
- Rohde, Christian (* 1982), deutscher Eishockeytorwart
- Rohde, Christian (* 1988), deutscher Angestellter und Politiker (AfD)
- Rohde, Christiane (* 1944), dänische Schauspielerin
- Rohde, Christina (* 1982), deutsche Handballspielerin
- Rohde, David (* 1980), deutscher Moderator
- Rohde, David S. (* 1967), US-amerikanischer Journalist
- Rohde, Dennis (* 1986), deutscher Politiker (SPD), MdBDennis Rohde (* 1986)

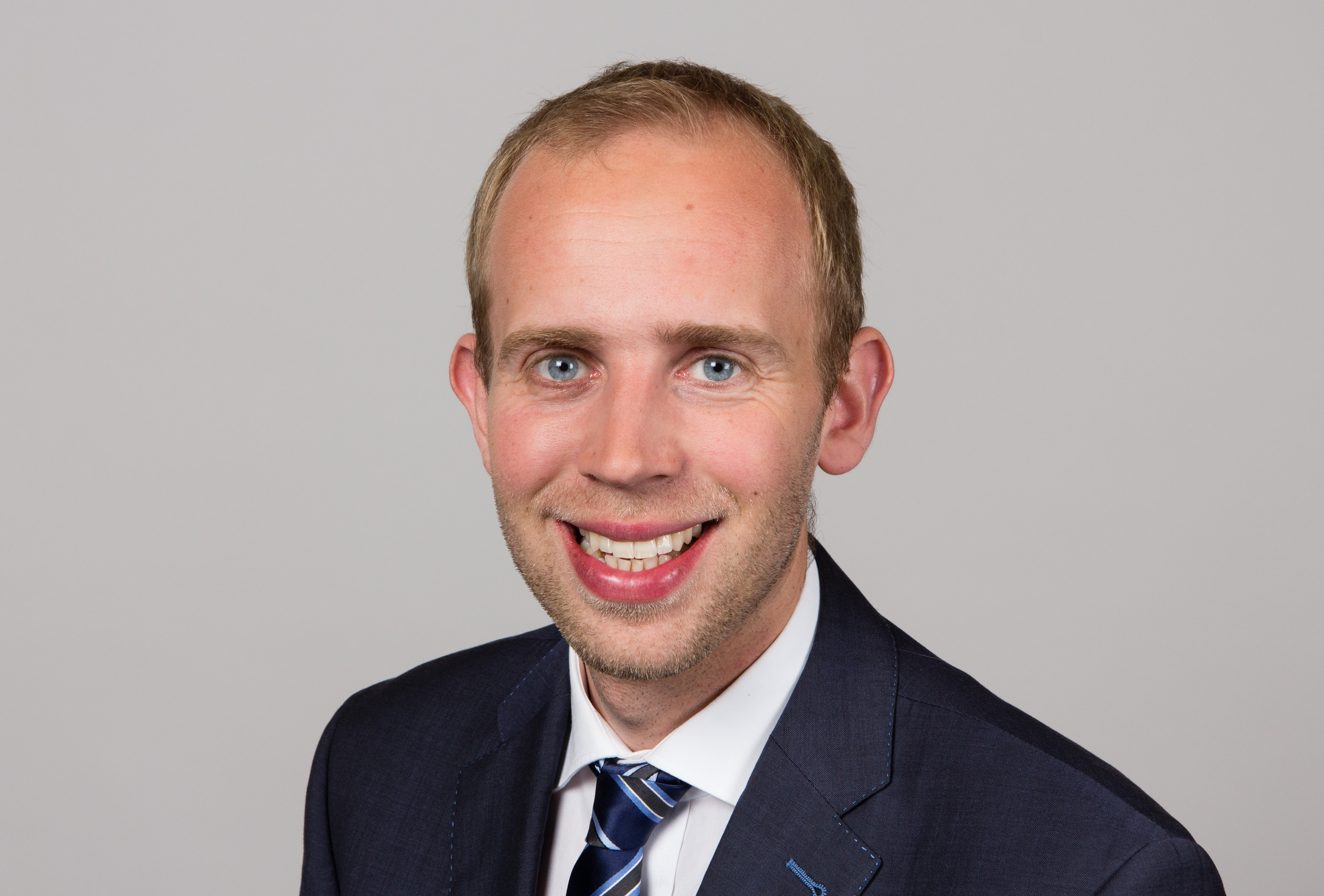
Dennis Rohde (* 1986)

- Rohde, Dietrich (1919–2016), deutscher Offizier, Brigadegeneral der Bundeswehr
- Rohde, Dietrich (1933–1999), deutscher Bildhauer
- Rohde, Dorothea (* 1974), deutsche Althistorikerin
- Rohde, Eduard (1828–1883), deutscher Komponist und Organist
- Rohde, Elisabeth (1915–2013), deutsche Klassische Archäologin
- Rohde, Emil (1839–1913), deutscher Theaterschauspieler
- Rohde, Erwin (1845–1898), deutscher Klassischer Philologe
- Rohde, Ferdinand (1863–1927), deutscher Verwaltungsjurist
- Rohde, Ferdinand (* 1957), deutscher Fußballspieler
- Rohde, Frank (* 1960), deutscher Fußballspieler (DDR)
- Rohde, Frederik (1816–1886), dänischer Landschaftsmaler
- Rohde, Friedrich (1895–1970), Mitglied einer antifaschistischen Widerstandsgruppe
- Rohde, Friedrich Wilhelm (1856–1928), dänischer Violinist und Komponist
- Rohde, Fritz (1885–1962), deutscher Bibliothekar, Germanist und evangelischer Theologe
- Rohde, Fritz G. (1935–2024), deutscher Wasserbauingenieur und Bildender Künstler
- Rohde, Georg (1899–1960), deutscher Altphilologe
- Rohde, Georg Karl (1874–1959), deutscher Glasmaler
- Rohde, Gerhard (1931–2015), deutscher Musikwissenschaftler und Journalist
- Rohde, Gottlieb (1777–1863), deutscher Landrat
- Rohde, Hans (1888–1954), deutscher Generalleutnant und Diplomat
- Rohde, Hans (1914–1979), deutscher Fußballspieler
- Rohde, Hartmut (* 1966), deutscher Bratschist
- Rohde, Hedwig (1908–1990), deutsche Schriftstellerin und Publizistin
- Rohde, Helmut (1925–2016), deutscher Politiker (SPD), MdB, MdEP
- Rohde, Herbert (1885–1975), deutscher Verwaltungsjurist, Landrat und Regierungspräsident von Gumbinnen
- Rohde, Hermann (1874–1914), deutscher Architekt
- Rohde, Horst (1936–2016), deutscher Geologe und Oberkustos am Niedersächsischen Landesmuseum Hannover
- Rohde, Hubert (1929–2019), deutscher Pädagoge und Kulturpolitiker
- Rohde, Jens (* 1970), dänischer Politiker (Venstre), Mitglied des Folketing, MdEP
- Rohde, Johann Carl (1812–1888), Innen-, Justiz- und Finanzminister im Kurfürstentum Hessen
- Rohde, Johann Diedrich (1842–1908), deutscher Pädagoge
- Rohde, Johann Jürgen (1929–2001), deutscher Soziologe
- Röhde, Johann Justus (1738–1812), deutscher Magister der Philosophie
- Rohde, Johann Philipp von (1759–1834), preußischer Generalmajor, Astronom und zuletzt Direktor der Ingenieurschule in Berlin
- Rohde, Jörg (* 1966), deutscher Politiker (FDP), MdL, MdB
- Rohde, Jörg (* 1984), deutscher Schauspieler
- Rohde, Jörn (* 1959), deutscher Diplomat
- Rohde, Jürgen (* 1953), deutscher Handballtorwart
- Rohde, Katrin (* 1948), deutsch-burkinische Gründerin eines Waisenhauses A.M.P.O. in Burkina Faso
- Rohde, Klaus (* 1932), deutscher Biologe
- Rohde, Leon (* 1995), deutscher Radrennfahrer
- Rohde, Lisa (* 1955), US-amerikanische Ruderin
- Rohde, Lothar (1906–1985), deutscher Hochfrequenztechniker und Industrieller
- Rohde, Marc (* 1972), deutscher Sportjournalist und Fernsehkommentator
- Rohde, Markus (* 1979), deutscher Eishockeyspieler
- Rohde, Marleen (* 2002), deutsche Fußballspielerin
- Rohde, Max Ludwig (1850–1934), deutscher Reichsgerichtsrat
- Rohde, Melanie (* 1971), deutsche Schauspielerin
- Rohde, Michael, deutscher Organist und Komponist
- Rohde, Michael (* 1959), US-amerikanischer Schachspieler
- Rohde, Michael (* 1973), baptistischer Theologe und Alttestamentler
- Rohde, Michael F. (* 1958), deutscher Lichtplaner, Architekt und Geschäftsführer
- Rohde, Michael H. (* 1960), deutscher Künstler
- Rohde, Nicolai (* 1966), deutscher Filmregisseur
- Rohde, Nils (* 1987), deutscher Volleyball- und Beachvolleyballspieler
- Rohde, Norbert (* 1950), deutscher Ingenieur und Autor von militärhistorischen Büchern
- Rohde, Olaf (* 1966), deutscher Offizier, Generalmajor des Heeres der BundeswehrOlaf Rohde (* 1966)

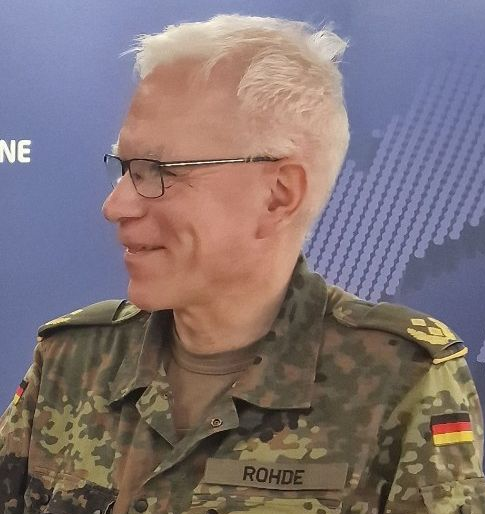
Olaf Rohde (* 1966)

- Rohde, Oskar (1863–1929), sächsischer Generalleutnant
- Rohde, Ottomar (1815–1881), deutscher Agrarwissenschaftler und Sachbuchautor
- Rohde, Paul (1878–1941), deutscher Unternehmer in der Montan- und Rüstungsindustrie
- Rohde, Peter (1934–2022), deutscher Offizier
- Rohde, Peter (* 1937), deutscher Eishockeyspieler
- Rohde, Peter (1940–2015), deutscher Bergbauingenieur und Industriemanager
- Rohde, Peter (* 1949), deutscher Fußballspieler und -trainer
- Rohde, Rainer (* 1951), deutscher Fußballspieler (DDR)
- Rohde, Reinhard (* 1956), deutscher Politikwissenschaftler, Volkshochschuldozent und Autor zu Nationalsozialismus, Flucht und Vertreibung und zur Erinnerungskultur
- Rohde, René (* 1980), deutscher Fußballschiedsrichter
- Rohde, Robert (1900–1958), deutscher Politiker (SPD), Mitglied der Stadtverordnetenversammlung von Groß-Berlin
- Rohde, Stephanie, deutsche Journalistin, Moderatorin und Podcasterin
- Rohde, Sven (* 1961), deutscher Journalist
- Rohde, Theodor (1831–1900), Oberkonsistorialrat
- Rohde, Thomas (* 1962), deutscher Oboist
- Rohde, Torsten (* 1961), deutscher Politiker
- Rohde, Torsten (* 1974), deutscher Schriftsteller
- Rohde, Ulrich (* 1942), deutscher Journalist
- Rohde, Ulrich L. (* 1940), deutsch-US-amerikanischer Hochfrequenztechniker
- Rohde, Uwe (* 1958), deutscher Schauspieler und SängerUwe Rohde (* 1958)

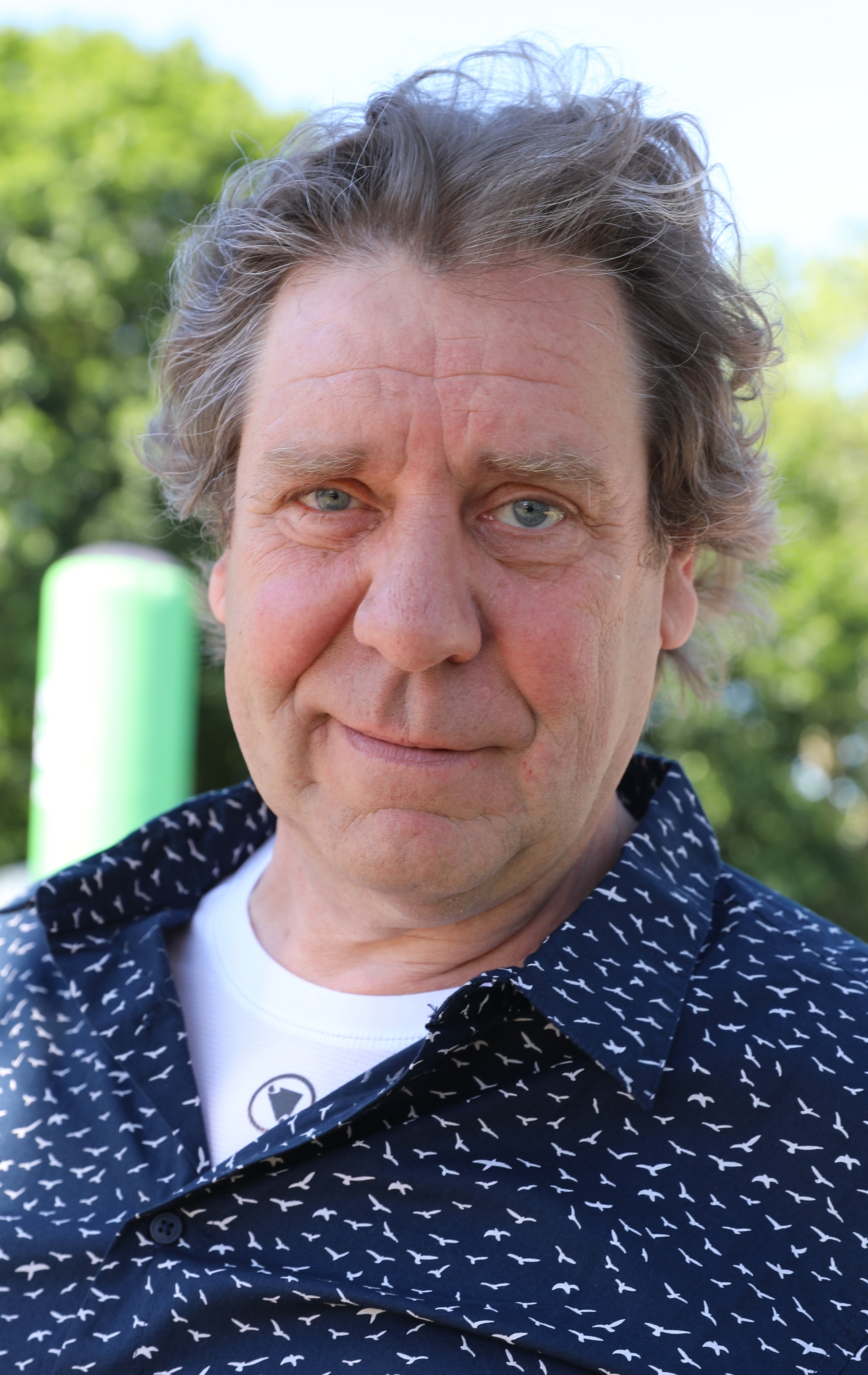
Uwe Rohde (* 1958)

- Rohde, Volker (1939–2000), deutscher Dirigent und Hochschullehrer
- Rohde, Werner (1904–1946), deutscher Arzt im KZ Auschwitz
- Rohde, Werner (1906–1990), deutscher Fotograf
- Rohde, Wolfgang (1950–2016), deutscher Musiker
- Rohde-Dachser, Christa (* 1937), deutsche Psychoanalytikerin
- Rohde-Dahl, Gerburg (* 1938), deutsche Regisseurin, Filmemacherin
- Rohde-Moe, Caroline (* 1992), norwegische Tennisspielerin
- Rohden, Gustav von (1855–1942), deutscher evangelischer Theologe, Gefängnisgeistlicher und Buchautor
- Rohden, Hedwig von (1890–1987), deutsche Gymnastik-Lehrerin und Mitbegründerin der anthroposophischen Siedlung Loheland
- Rohden, Hermann von (1852–1916), deutscher Klassischer Archäologe und Gymnasiallehrer
- Rohden, Johann Martin von (1778–1868), deutscher Landschaftsmaler und Zeichner, Deutschrömer
- Rohden, Ludwig (1838–1887), deutscher Mediziner und Badearzt
- Rohden, Ludwig von (1815–1889), deutscher Theologe und Missionsinspektor
- Rohdén, Marcus (* 1991), schwedischer Fußballspieler
- Rohden, Marianne von (1785–1866), deutsche Malerin
- Rohden, Paul von (1862–1939), deutscher Althistoriker und Gymnasiallehrer
- Rohden, Wilhelm (1806–1871), Kammergerichtsrat, Reichstagsabgeordneter
- Rohdenburg, Günter (* 1940), deutscher Anglist, Linguist und Hochschullehrer
- Rohdenburg, Heinrich (1937–1987), deutscher Geograph
- Rohdewald, Götz (* 1975), deutscher Basketballspieler und -trainer
- Rohdewald, Jan (* 1973), deutscher Basketballspieler
- Rohdewald, Stefan (* 1972), Schweizer Historiker
- Rohdich, Friedrich Wilhelm von (1719–1796), preußischer General der Infanterie sowie Geheimer Staats- und Kriegsminister
- Rohdin, Carl Anders (1834–1915), schwedischer Konditor und Dichter, Träger der königlichen Medaille „Litteris et Artibus“
- Rohdin, Mats (* 1959), schwedischer Fußballspieler und Filmwissenschaftler
- Rohdt, Augustus (1596–1652), kursächsischer Montanunternehmer

### Rohe
- Rohe, Bernhard F. (1939–1995), deutscher Medienmanager
- Rohe, Erich (1937–2020), deutscher Fußballspieler
- Rohe, Georgia van der (1914–2008), deutsche Tänzerin, Schauspielerin und Filmregisseurin
- Rohe, Hans (1931–2003), deutscher Politiker (SPD), MdL
- Rohe, Joseph Anton (1814–1892), deutscher Kaufmann
- Rohe, Karl (1934–2005), deutscher Politikwissenschaftler
- Rohe, Mathias (* 1959), deutscher Islam- und Rechtswissenschaftler, Hochschullehrer
- Rohe, Peter (* 1941), deutscher Kameramann
- Röhe, Philip (* 1994), deutscher Fußballspieler
- Röhe, Walter (* 1896), deutscher Fußballspieler
- Róheim, Géza (1891–1953), ungarisch-amerikanischer Psychoanalytiker und Autor
- Rohelend, Birk (* 1981), estnische Schriftstellerin
- Rohen, Johannes W. (1921–2022), deutscher Anatom
- Roher, Daniel (* 1993), kanadischer Dokumentarfilmregisseur
- Roher, Michael (* 1980), österreichischer Illustrator und Autor
- Rohese de Verdon († 1247), anglo-irische Adlige

### Rohf
- Rohff (* 1977), französischer Rapper

### Rohi
- Rohi, Heidi (* 1966), estnische Degenfechterin
- Rohini de Silva, Inoka, sri-lankische Badmintonspielerin

### Rohk
- Rohkamm, Eckhard (* 1942), deutscher Manager
- Rohkamper, Alice (* 1988), australische Beachvolleyballspielerin
- Rohkämper, Manfred (* 1954), australischer Speerwerfer deutscher Herkunft
- Rohkohl, Brigitte (* 1946), deutsche Schauspielerin, Medienjournalistin und Rundfunkmoderatorin
- Rohkrämer, Thomas (* 1957), deutscher Historiker

### Rohl
- Röhl, Alexandra (1899–1976), deutsche Malerin, Modistin und Schriftstellerin
- Röhl, Anja (* 1955), deutsche Pädagogin, Dozentin und Autorin
- Röhl, Arnold Ludwig von († 1813), preußischer Offizier
- Röhl, Bärbel (* 1950), deutsche Schauspielerin
- Röhl, Bettina (* 1962), deutsche Journalistin und AutorinBettina Röhl (* 1962)

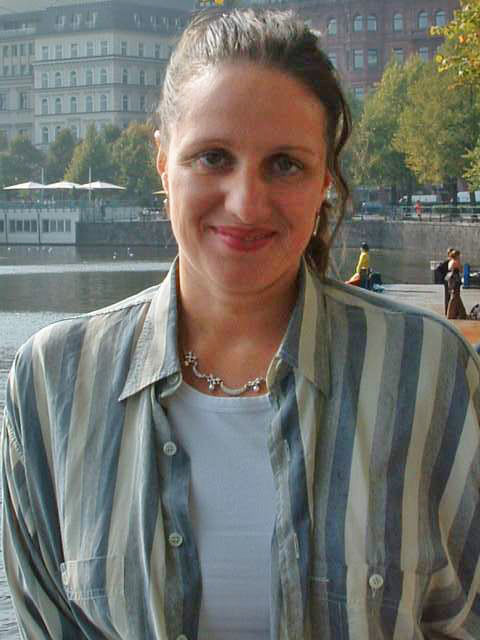
Bettina Röhl (* 1962)

- Röhl, Christian (* 1969), deutscher Jurist, Richter am Bundesgerichtshof
- Röhl, Christoph (* 1967), britisch-deutscher Filmregisseur
- Röhl, Danny (* 1989), deutscher Fußballtrainer
- Rohl, David (* 1950), britischer Ägyptologe
- Röhl, Elisabeth (1888–1930), deutsche Politikerin (SPD), preußische Landtagsabgeordnete, Mitglied der Weimarer Nationalversammlung
- Röhl, Ernst (1937–2015), deutscher Satiriker und Kabarettist
- Röhl, Ernst Andreas von (1761–1830), preußischer Generalmajor der Artillerie und Inspekteur der 2. Artillerie-Inspektion
- Röhl, Gisela, deutsche Radrennfahrerin
- Röhl, Gustav (1880–1971), deutscher Kommunalpolitiker
- Röhl, Gustav (1896–1962), deutscher Kommunalpolitiker
- Röhl, Hans Christian (* 1964), deutscher Jurist und Hochschullehrer
- Röhl, Henning (1943–2023), deutscher Hörfunk- und Fernsehjournalist sowie Medienmanager
- Röhl, Hermann (1851–1923), deutscher Gymnasiallehrer und Übersetzer
- Röhl, John C. G. (1938–2023), britischer Historiker
- Röhl, Juan (* 1973), venezolanischer Schachspieler
- Rohl, Kacey (* 1991), kanadische SchauspielerinKacey Rohl (* 1991)

Kacey Rohl (* 1991)

- Röhl, Karl Peter (1890–1975), deutscher Maler, Grafiker und Designer
- Röhl, Klaus (1933–2024), deutscher Politiker (FDP), MdB
- Röhl, Klaus F. (* 1938), deutscher Jurist und Hochschullehrer
- Röhl, Klaus Rainer (1928–2021), deutscher Journalist und Publizist
- Röhl, Lambert Heinrich (1724–1790), deutscher Astronom und Hochschullehrer
- Röhl, Maria (1801–1875), schwedische Porträtzeichnerin
- Röhl, Matthias (* 1969), deutscher Jurist und Richter am Bundessozialgericht
- Röhl, Merlin (* 2002), deutscher Fußballspieler
- Röhl, Roland (* 1971), deutscher Musiker
- Röhl, Sabine (1957–2012), deutsche Juristin, ehemalige Politikerin (SPD), Landrätin des Landkreises Bad Dürkheim und Richterin am Verfassungsgerichtshof Rheinland-Pfalz
- Röhl, Uwe (1925–2005), deutscher Kirchenmusiker, Organist und Komponist
- Röhl, Werner (* 1938), deutscher Fußballspieler
- Röhl, Wilhelm (1922–2014), deutscher Richter, Ministerialbeamter und Rechtshistoriker Japans
- Röhl, Wolfgang (* 1947), deutscher Journalist und Krimiautor
- Rohla, Martin (* 1963), österreichischer Unternehmer, Jurymitglied der Sendung „2 Minuten 2 Millionen“Martin Rohla (* 1963)

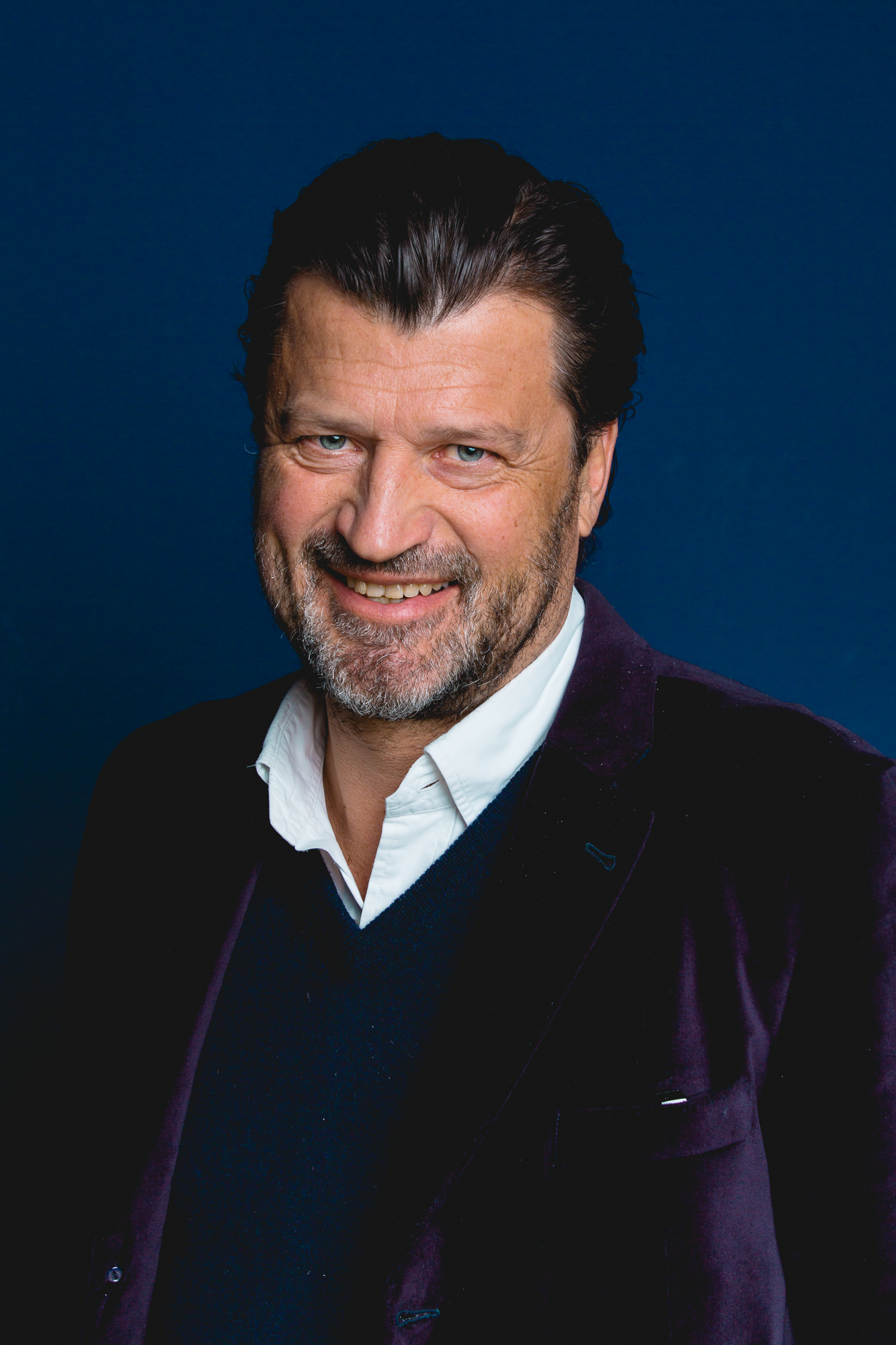
Martin Rohla (* 1963)

- Rohland, Eleonora (* 1980), deutsche Historikerin
- Rohland, Heinrich (1876–1945), deutscher Konsul
- Rohland, Marianne (1897–1980), deutsche Malerin und Grafikerin
- Rohland, Max (* 1983), deutscher Schauspieler und Sprecher
- Rohland, Otto (1828–1899), deutscher Rittergutsbesitzer und Politiker (DFP), MdR
- Rohland, Peter (1933–1966), deutscher Sänger, Liedermacher und Volksliedforscher
- Rohland, Walter (1898–1981), deutscher Metallurg und Unternehmer, Politiker der NSDAP
- Rohland, Werner (1899–1974), deutscher Maler, Künstler und Buchdrucker
- Rohländer, Uta (* 1969), deutsche Leichtathletin und Olympiamedaillengewinnerin
- Röhle, Heinz (* 1951), deutscher Forstwirt und Hochschullehrer
- Röhle, Oskar (1870–1945), deutscher Architekt
- Röhle, Paul (1885–1958), deutscher Politiker (SPD), MdL
- Röhle, Peter (* 1957), deutscher Wasserballspieler
- Rohleder, Bernhard (* 1965), deutscher Politikwissenschaftler und Verbandsfunktionär
- Rohleder, Christiane (* 1969), deutsche Juristin und StaatssekretärinChristiane Rohleder (* 1969)

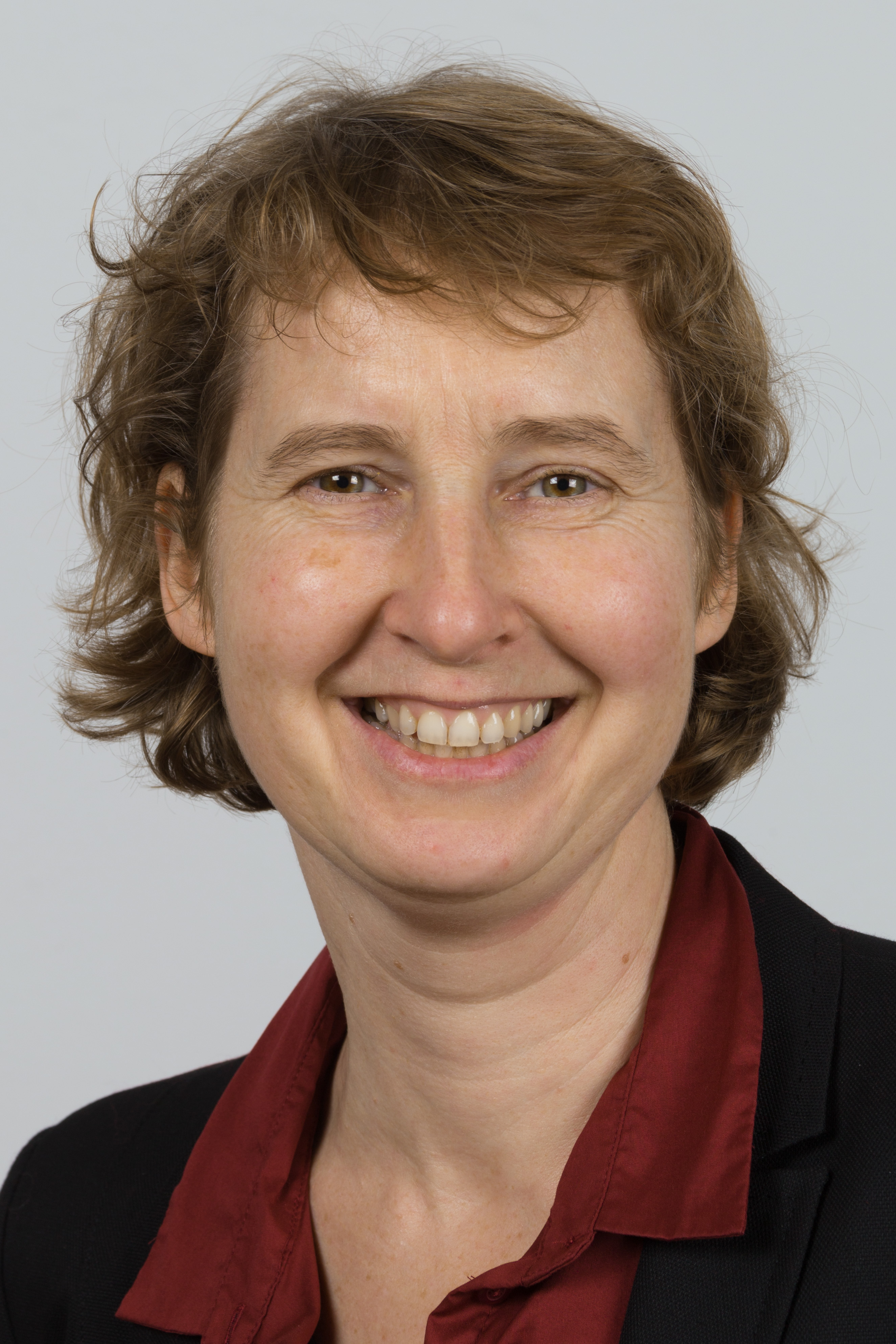
Christiane Rohleder (* 1969)

- Rohleder, Frank (* 1950), rechtsextremer Politiker (SED, REP, NPD)
- Rohleder, Fritz (1867–1949), deutscher Politiker (SPD, USPD)
- Rohleder, Hans (1929–2011), deutscher Physiker und Mathematiker, Professor für Kybernetik, Rechentechnik und Informatik
- Rohleder, Hermann Oscar (1866–1934), deutscher Mediziner
- Rohleder, Hugo (1896–1988), deutscher Maler
- Rohleder, James (* 1955), deutscher Judoka
- Rohleder, Joachim (1892–1973), deutscher Oberst im Zweiten Weltkrieg
- Rohleder, Klaus (1935–2013), deutscher Autor
- Rohleder, Liisa (* 1974), finnische Synchronschwimmerin
- Rohleder, Lutz (1935–2000), deutscher Politiker (SPD), MdA
- Rohlederer, Otto (1908–1971), deutscher Orthopäde und Hochschullehrer
- Röhler, Klaus-Peter (* 1964), deutscher Manager, Vorstandsmitglied der Allianz SE
- Röhler, Thiemo (* 1979), deutscher Politiker (CDU), MdL
- Röhler, Thomas (* 1991), deutscher Speerwerfer und Olympiasieger 2016Thomas Röhler (* 1991)

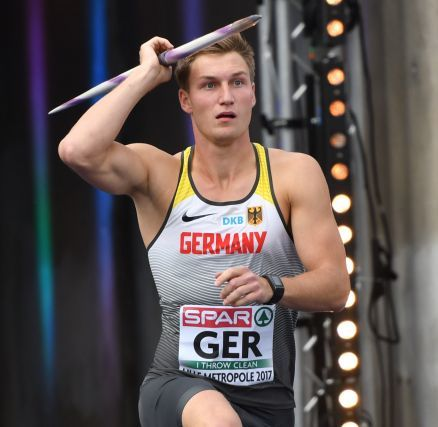
Thomas Röhler (* 1991)

- Rohlf, F. James (* 1936), amerikanischer Zoologe und Biostatistiker
- Rohlf, Johannes (* 1936), deutscher Orgelbauer
- Rohlfes, Joachim (1929–2025), deutscher Historiker und Geschichtsdidaktiker
- Rohlff, Ingrid, deutsche Handballspielerin
- Rohlfing, Helmut (* 1949), deutscher Bibliothekar
- Rohlfing, Katharina J. (* 1971), deutsche Linguistin
- Rohlfing, Rita (* 1964), deutsche Malerin, Fotografin, Bildhauerin und Installationskünstlerin
- Rohlfing, Walter (1956–2020), deutscher American-Football-Trainer und -Spieler
- Rohlfing-Bastian, Anna (* 1982), deutsche Wirtschaftswissenschaftlerin
- Rohlfs, Anna Katharine (1846–1935), US-amerikanische Schriftstellerin von viktorianischen Kriminalromanen
- Rohlfs, Arnold (1808–1882), deutscher Orgelbauer
- Rohlfs, Axel (* 1971), deutscher Maler, Autor und Herausgeber
- Rohlfs, Charles (1853–1936), US-amerikanischer Möbeldesigner
- Rohlfs, Christian (1849–1938), deutscher Maler des ExpressionismusChristian Rohlfs (1849–1938)

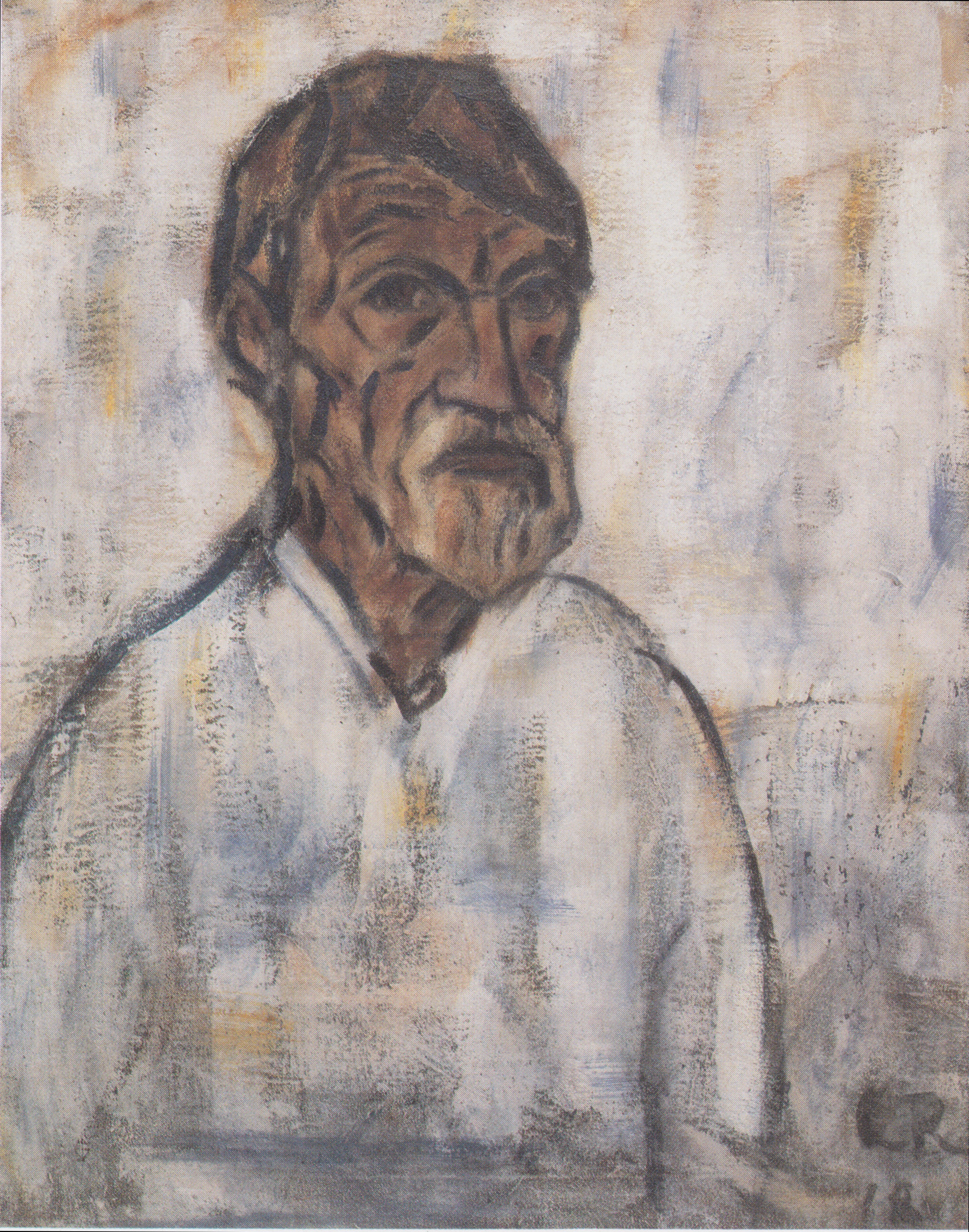
Christian Rohlfs (1849–1938)

- Rohlfs, Eckart (1929–2023), deutscher Verleger und Musikjournalist
- Rohlfs, Ellen (1927–2020), deutsche Friedensaktivistin
- Rohlfs, Ewald (1911–1984), deutscher Testpilot
- Rohlfs, Gerhard (1831–1896), deutscher Afrikaforscher und SchriftstellerGerhard Rohlfs (1831–1896)

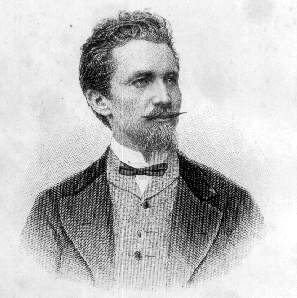
Gerhard Rohlfs (1831–1896)

- Rohlfs, Gerhard (1892–1986), deutscher Romanist
- Rohlfs, Heinrich (1827–1898), deutscher Mediziner und Schriftsteller
- Rohlfs, Johann Gottfried (1759–1847), deutscher Orgelbauer
- Rohlfs, Jürgen (* 1941), deutscher Mathematiker
- Rohlfs, Kristen (1930–2017), deutscher Astrophysiker und Hochschullehrer
- Rohlfs, Matthias († 1794), holsteinischer Rechenmeister, Landvermesser, Gymnasiallehrer und Kalendermacher
- Rohlfs, Nicolaus (1695–1750), deutscher Astronom, Mathematiker, Lehrer und Kalendermacher
- Rohlfs, Roland (1892–1974), US-amerikanischer Testpilot
- Rohlfs, Thilo (* 1979), deutscher Jurist, politischer Beamter und Politiker (FDP)
- Rohlíček, Rudolf (1929–2009), tschechoslowakischer Politiker und Minister
- Röhlig, Ewald (1892–1979), deutscher Politiker (WAV, FDP), MdL Bayern
- Röhlig, Friedemann (* 1969), deutscher Sänger (Bass) und Hochschullehrer
- Röhlig, Siegfried (1928–2000), deutscher Politiker (SPD), MdB
- Rohlin, Charlotte (* 1980), schwedische Fußballspielerin
- Rohlin, Leif (* 1968), schwedischer Eishockeyspieler
- Röhling, Albert (1807–1882), Reit- und Stallmeister
- Rohling, August (1839–1931), Prager Kanonikus und Professor der katholischen Theologie
- Röhling, Carl (1849–1922), deutscher Maler und Illustrator
- Röhling, Franz Friedrich (1796–1846), deutscher Unternehmer und Verleger
- Rohling, Gerd (* 1946), deutscher Maler und Objektkünstler
- Röhling, Hans († 1564), sächsischer Bergbeamter, Montanunternehmer und Grundherr
- Röhling, Heinz-Gerd (* 1955), deutscher Geologe
- Rohling, Hermann (* 1946), deutscher Mathematiker und Professor am Institut für Nachrichtentechnik der Technischen Universität Hamburg-Harburg (TUHH)
- Röhling, Horst (1929–2017), deutscher Slawist und Bibliothekar
- Röhling, Johann Christoph (1757–1813), deutscher Naturforscher und evangelischer Pfarrer
- Röhling, Markus der Ältere, Stadtbaumeister von Annaberg, Ratsherr und Möglicherweise auch Herr von Bärenstein
- Röhling, Markus der Reiche († 1581), kursächsischer Bergbeamter, Montanunternehmer und Grundherr
- Rohling, Oswald (1908–1974), deutscher Pädagoge und Naturwissenschaftler
- Röhling, Wolfgang (1938–1953), deutscher Schüler, Todesopfer an der Sektorengrenze in Berlin vor dem Bau der Berliner Mauer
- Röhlinger, Anica (* 1996), deutsche Schauspielerin
- Röhlinger, Jana (* 1992), deutsche Schauspielerin
- Röhlinger, Peter (* 1939), deutscher Politiker (FDP), MdB
- Rohlinger, Rudolf (1926–2011), deutscher Fernsehjournalist und -moderator
- Rohlje, Reiner (* 1960), deutscher Unternehmer und Parteifunktionär (ALFA)
- Rohlman, Henry (1876–1957), römisch-katholischer Geistlicher
- Rohlmann, Rudi (1928–2004), deutscher Politiker (SPD), MdL
- Rohloff, Albert (1896–1961), deutscher Politiker (SPD), MdR, MdL
- Rohloff, Dieter (1938–2011), deutscher Politiker (Grüne), MdL
- Rohloff, Heinz (1939–2019), deutscher Fußballspieler
- Rohloff, Paul (1912–2000), deutscher Politiker (CDU), MdL
- Rohloff, Tamara (* 1961), deutsche Theater- und Film-SchauspielerinTamara Rohloff (* 1961)

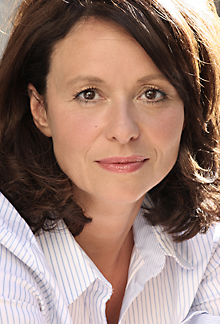
Tamara Rohloff (* 1961)

- Rohloff, Thomas (* 1961), deutscher Theater- und Filmschauspieler
- Rohls, Jan (* 1949), deutscher Theologe und Hochschullehrer
- Rohlwes, Johann Nicolaus (1755–1823), deutscher Tierarzt

### Rohm
- Rohm von Hermannstädten, Alfred (1858–1925), österreichisch-ungarischer General und stellvertretender Kriegsminister
- Röhm, Anton (* 2002), deutscher Software-Entwickler
- Rohm, Barbara (* 1966), deutsche Fotografin, Regisseurin und politische Aktivistin
- Röhm, Eberhard (* 1928), deutscher Religionspädagoge
- Röhm, Elisabeth (* 1973), deutsch-US-amerikanische Schauspielerin und Filmregisseurin
- Röhm, Ernst (1887–1934), deutscher Politiker (NSDAP), MdR und Führer der SturmabteilungErnst Röhm (1887–1934)

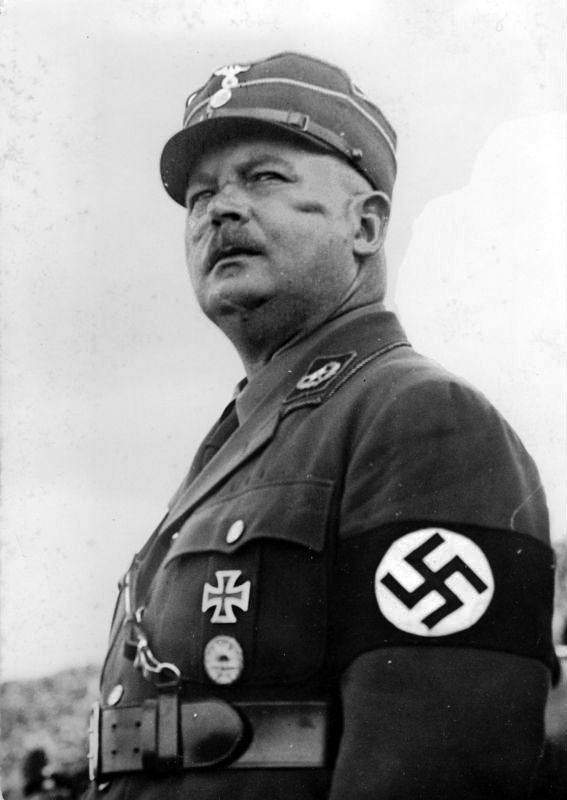
Ernst Röhm (1887–1934)

- Rohm, Fabian, deutscher Synchronsprecher
- Röhm, Franz (1894–1969), deutscher Verwaltungsjurist und Landrat des Kreises Heinsberg (1929–1933)
- Rohm, Guido (* 1970), deutscher Schriftsteller
- Röhm, Heinrich (1912–1999), deutscher Architekt, Baubeamter und Denkmalpfleger
- Röhm, Helmut (1913–2000), deutscher Agrarwissenschaftler, Hochschullehrer und ehemaliger Rektor der Universität Hohenheim
- Röhm, Joachim (* 1947), deutscher Übersetzer albanischer Literatur
- Rohm, Karl (1873–1948), deutscher Autor und Verleger
- Röhm, Karl-Wilhelm (* 1951), deutscher Politiker (CDU), MdL
- Rohm, Maria (1943–2018), österreichische Schauspielerin und Filmproduzentin
- Röhm, Michael (* 1965), deutscher Koch, Gastronom und Hotelier
- Röhm, Otto (1876–1939), deutscher Unternehmer
- Röhm, Otto (1912–2004), deutscher Unternehmer
- Röhm, Rolf (1927–2014), deutscher Lehrer, Politiker (SPD) und Bankvorstand, MdL Baden-Württemberg
- Röhm, Rosi (* 1951), deutsche Bildhauerin sowie Schöpferin von Plastiken
- Rohm, Ryan (* 1957), US-amerikanischer Physiker
- Röhm, Uli (1945–2022), deutscher Fernseh- und Wirtschaftsjournalist
- Röhm, Vera (* 1943), deutsche Bildhauerin, Malerin und Grafikerin
- Röhm, Yoyo (* 1965), deutscher Musiker und Komponist
- Rohmann, Anette (* 1972), deutsche Psychologin
- Rohmann, Dirk (* 1975), deutscher Althistoriker
- Rohmann, Eva (1944–2020), deutsche Politikerin, (DFD, SED), MdV
- Rohmann, Gerd (* 1940), deutscher Anglist, Literaturwissenschaftler und Hochschullehrer
- Rohmann, Gregor (* 1970), deutscher HistorikerGregor Rohmann (* 1970)

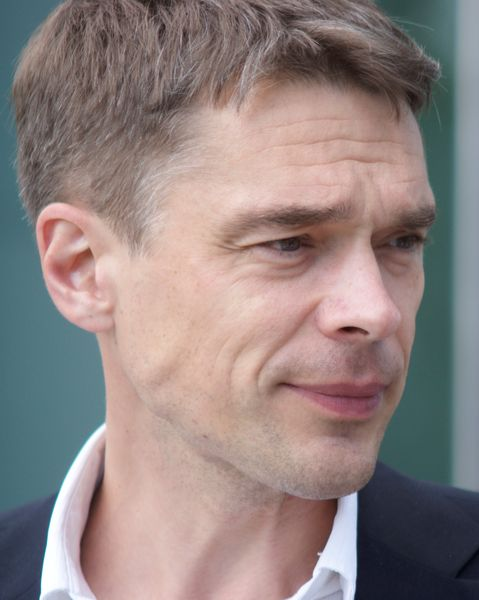
Gregor Rohmann (* 1970)

- Rohmann, Heinrich (1853–1942), deutscher Politiker, MdL
- Röhmann, Jörg (* 1956), deutscher Politiker (SPD), Staatssekretär in Niedersachsen
- Rohmann, Klaus (* 1939), deutscher Theologe
- Rohmann, Serge (* 1970), luxemburgischer Fußballspieler
- Rohmann, Teresa (* 1987), deutsche Schwimmerin
- Røhme, Knut (* 1999), norwegischer Radrennfahrer
- Rohmeder, Wilhelm (1843–1930), deutscher Lehrer, Schriftsteller und Stadtschulrat
- Rohmeis, Alfred (1932–2000), deutscher Politiker (SPD), MdL
- Rohmer, Arthur (1830–1898), deutscher Architekt und Bauunternehmer
- Rohmer, Éric (1920–2010), französischer Film- und Theaterregisseur, Essayist, Autor, Filmkritiker und -theoretikerÉric Rohmer (1920–2010)

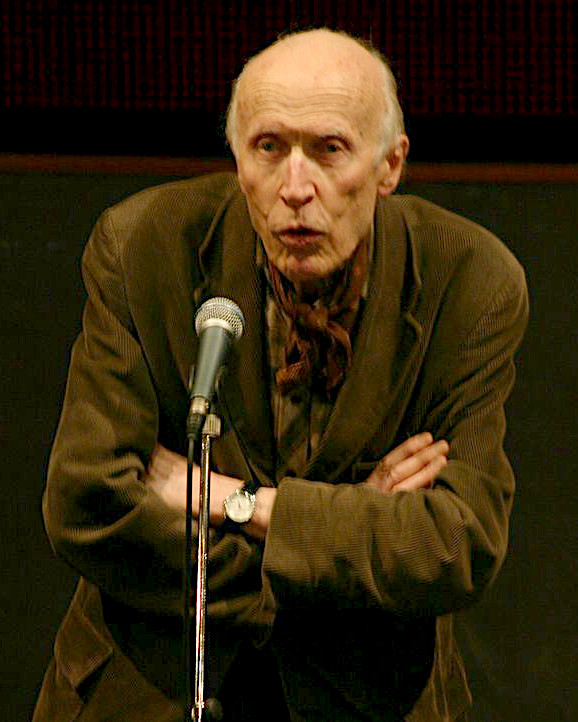
Éric Rohmer (1920–2010)

- Rohmer, Ernst (1818–1897), deutscher Verleger
- Rohmer, Friedrich (1814–1856), deutsch-schweizerischer Philosoph und Politiker
- Rohmer, Gustav (1868–1946), deutscher Jurist und Verwaltungsbeamter
- Rohmer, Johann Carl (1891–1943), deutscher Kunstmaler und Gebrauchsgraphiker
- Rohmer, Paul (1876–1977), elsässischer Kinderarzt
- Rohmer, Rolf (1930–2019), deutscher Theaterwissenschaftler, Intendant und Hochschullehrer
- Rohmer, Sax (1883–1959), britischer Kriminalautor und Esoteriker
- Rohmer, Stascha (* 1966), deutscher Philosoph
- Rohmer, Theodor (1820–1856), Publizist
- Rohmert, Walter (1929–2009), deutscher Begründer der Arbeitswissenschaft und Ergonomie
- Rohmeyer, Claas (* 1971), deutscher Politiker (CDU), MdBB
- Rohmeyer, Hartmut (* 1951), deutscher Kirchenmusiker, Kantor und Organist am Lübecker Dom
- Rohmeyer, Klaus (1929–2013), deutscher Fotograf
- Rohmeyer, Wilhelm Heinrich (1882–1936), deutscher Maler, Grafiker und Möbeltischler

### Rohn
- Rohn, Adeline Elisabeth (1868–1945), deutsche Schriftstellerin
- Röhn, Anja (* 1975), deutsche Geigerin und Konzertmeisterin
- Rohn, Arthur (1878–1956), Schweizer Bauingenieur
- Rohn, Corinna (* 1969), deutsche Bauforscherin
- Röhn, Daniel (* 1979), deutscher Geiger
- Rohn, Eduard (1880–1947), nationalsozialistischer Kommunalpolitiker
- Rohn, Emileigh, US-amerikanische Musikerin
- Röhn, Erich (1910–1985), deutscher Violinist
- Rohn, Hans (1868–1955), österreichischer Kartograf, Lithograf und akademischer Maler
- Rohn, Hans Ludwig (1951–2021), deutscher Vereinsfunktionär (Deutschen Myasthenie Gesellschaft)
- Rohn, Heinrich (1815–1896), deutscher Gutsbesitzer und Politiker, MdL
- Röhn, Hermann (1902–1946), deutscher Politiker (NSDAP), MdRHermann Röhn (1902–1946)

Hermann Röhn (1902–1946)

- Rohn, Jim (1930–2009), US-amerikanischer Unternehmer, Autor und Motivationstrainer
- Rohn, Johann Anton (1828–1880), Schweizer Geistlicher, Dekan des Kapitels Regensberg
- Rohn, Karin (* 1930), deutsche Journalistin
- Rohn, Karl (1855–1920), deutscher Mathematiker
- Rohn, Peter (* 1934), deutscher Maler und Grafiker
- Rohn, Reinhard (* 1959), deutscher Schriftsteller
- Rohn, Roland (1905–1971), Schweizer Industrie-Architekt
- Röhn, Roland (1932–1994), deutscher Kommunalpolitiker (CDU) und Heimatforscher
- Rohn, Susanne (* 1966), deutsche Dirigentin, Organistin und Kirchenmusikerin
- Röhn, Tim (* 1987), deutscher Journalist
- Rohn, Walter (1911–1997), deutscher Jurist und Pionier der Führungskräftefortbildung
- Rohnacher, Ilse (1926–2016), deutsche Autorin und Mundartdichterin
- Rohnacher, Matthias (* 1961), deutscher Pokerspieler
- Rohne, Claus-Michael (* 1958), deutscher Filmregisseur und Drehbuchautor
- Rohne, Heinrich (1842–1937), preußischer Generalleutnant und Militärschriftsteller
- Rohne, Horst (* 1941), deutscher Fußballtorwart, Sportfunktionär und MfS-Mitarbeiter
- Rohne, Johannes (1899–1987), deutscher Beamter und Landrat
- Rohnefeld, Claudia (* 1974), österreichische Schauspielerin und Sängerin
- Röhner, André (* 1976), deutscher SchauspielerAndré Röhner (* 1976)

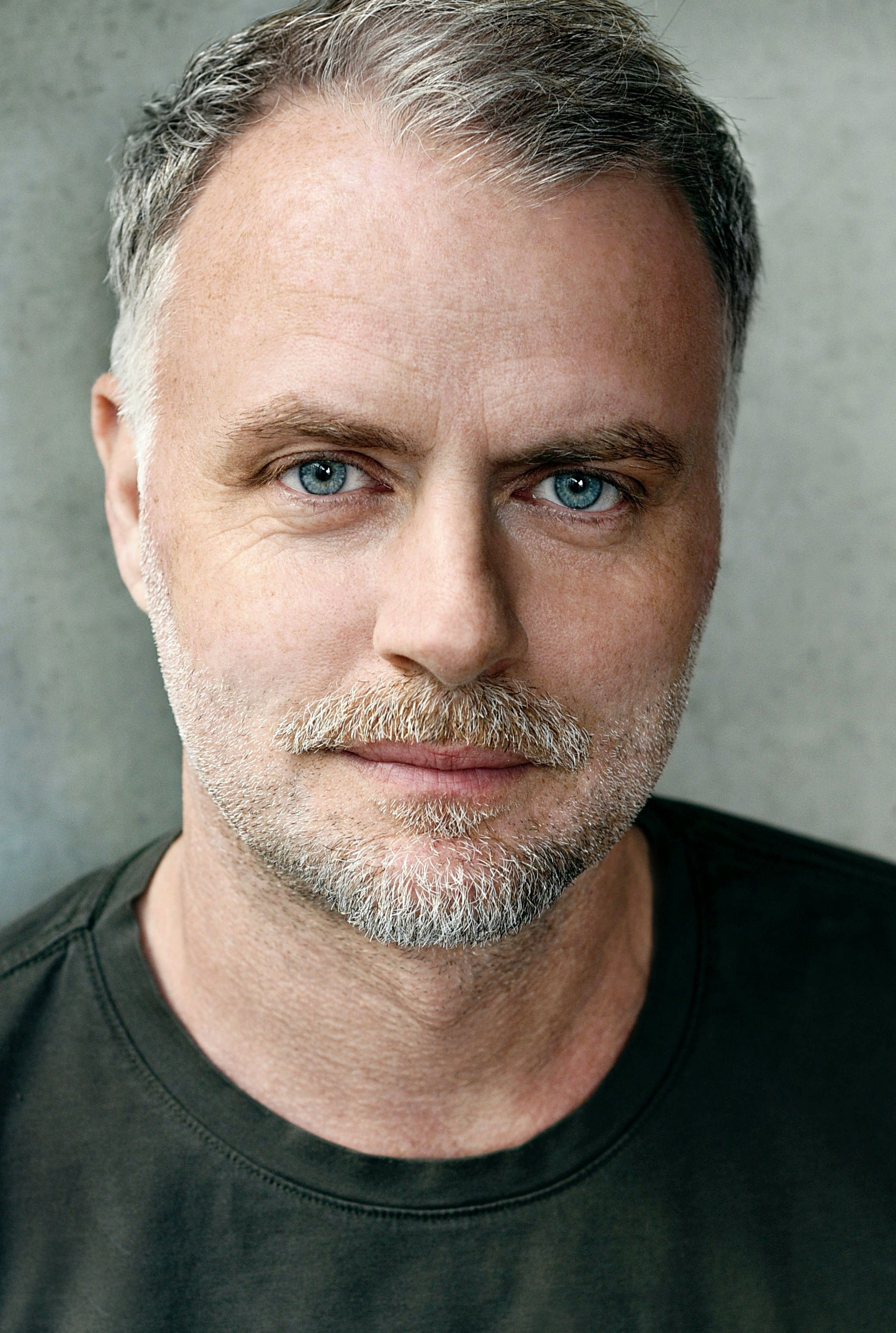
André Röhner (* 1976)

- Rohner, Anton (1871–1951), Schweizer Dominikaner und Philosoph
- Röhner, Barbara (* 1969), deutsche Kunsthistorikerin und Kuratorin
- Rohner, Beatrice (1876–1947), Schweizer evangelische Theologin
- Röhner, Bernd (* 1939), deutscher Fußballspieler
- Rohner, Bruno (* 1948), Schweizer Radrennfahrer
- Röhner, Cara (* 1987), deutsche Juristin und Hochschullehrerin
- Röhner, Charlotte (* 1948), deutsche Pädagogin
- Rohner, Clayton (* 1957), US-amerikanischer Schauspieler
- Röhner, Eberhard (1929–2017), deutscher Literaturwissenschaftler
- Rohner, Fabian (* 1998), Schweizer Fussballspieler
- Rohner, Franz Xaver (1893–1957), Schweizer Lehrer, Pädagoge, Autor und Lokalhistoriker
- Rohner, Gebhard (1836–1908), Schweizer Politiker
- Rohner, Gerhard (1895–1971), deutscher Politiker (CDU), MdV, sächsischer Finanzminister
- Rohner, Gottlieb (1814–1891), Schweizer Landwirtschaftspionier
- Rohner, Hans Friedrich (1898–1972), Schweizer Maler
- Rohner, Isabel (* 1979), schweizerisch-deutsche Literaturwissenschaftlerin und Publizistin
- Rohner, Jacob (1852–1926), Schweizer Unternehmer
- Rohner, Johann Friedrich (1782–1863), Schweizer Lehrer und Pfarrer
- Rohner, Johann Kaspar (1798–1877), Schweizer katholischer Geistlicher
- Rohner, Johannes (1810–1857), Schweizer Verleger
- Rohner, Joop (1927–2005), niederländischer Wasserballspieler
- Rohner, Marcel (* 1964), Schweizer Bobfahrer
- Rohner, Marcel (* 1964), Schweizer BankmanagerMarcel Rohner (* 1964)

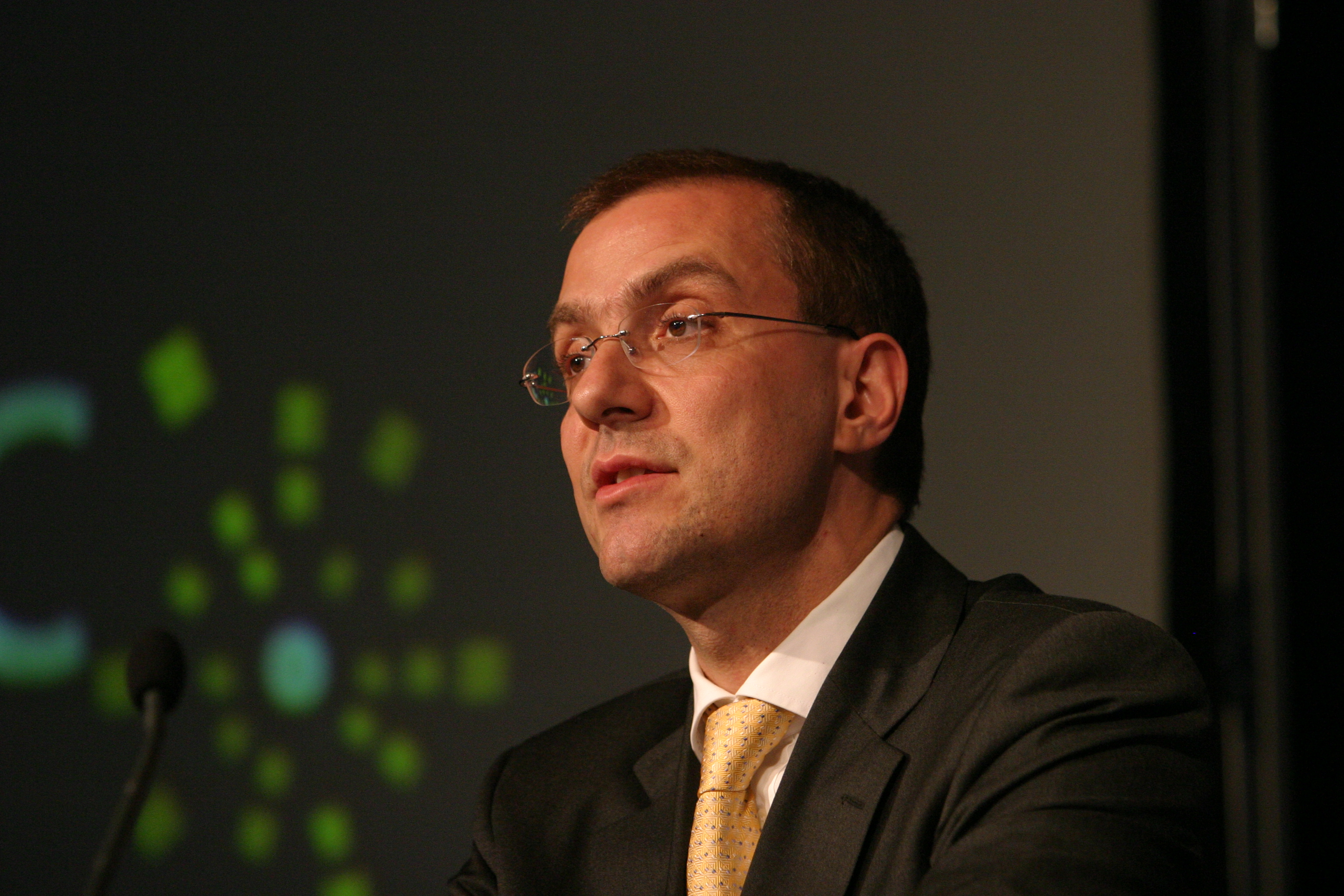
Marcel Rohner (* 1964)

- Röhner, Paul (1927–2014), deutscher Politiker (CSU), MdB, Oberbürgermeister von Bamberg
- Rohner, Raphaël (* 1958), Schweizer Politiker (FDP)
- Röhner, Regina (* 1952), deutsche Schriftstellerin
- Rohner, Stefan (* 1959), Schweizer Fotograf und Videokünstler
- Rohner, Stefanie, Schweizer Spieleautorin
- Rohner, Theresia (* 1954), Schweizer Aktivistin für das Frauenstimmrecht in Appenzell Innerrhoden
- Röhner, Thomas (* 1955), deutscher Illustrator von Kinder- und Jugendbüchern und Kinderbuchautor
- Rohner, Titus (1838–1915), Schweizer Politiker
- Rohner, Urs (* 1959), Schweizer Wirtschaftsjurist und ManagerUrs Rohner (* 1959)

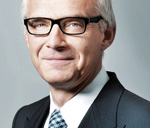
Urs Rohner (* 1959)

- Rohner, Walter (1923–2002), Schweizer Politiker (CVP)
- Rohner, Werner (* 1975), Schweizer Schriftsteller
- Rohner, Willi (1907–1977), Schweizer Politiker (FDP)
- Röhner, Wolf (* 1944), deutscher Formgestalter
- Rohner-Radegast, Wolfgang (1920–2002), deutscher Verlagslektor, Lehrer und Schriftsteller
- Röhnert, Hellmuth (1888–1945), deutscher Manager und NS-Wirtschaftsfunktionär
- Röhnert, Jan Volker (* 1976), deutscher Lyriker
- Rohnert, Wilhelm (1837–1908), deutscher lutherischer Theologe und Pastor
- Rohnke, Achim (* 1956), deutscher Manager
- Rohns, Christian Friedrich Andreas (1787–1853), deutscher Architekt und Bauunternehmer in Göttingen
- Rohnstein, K. P. (1900–1973), deutscher Tontechniker, Synchronsprecher und Synchronregisseur
- Rohnstock, Katrin (* 1960), deutsche Sprachwissenschaftlerin, Biografin und Publizistin
- Rohnstock, Marc (* 1978), deutscher Schauspieler, Spezialeffektdesigner, Filmproduzent, Filmeditor, Filmregisseur, Drehbuchautor, Kameramann und Stuntman

### Roho
- Rohō, Yukio (* 1980), russischer Sumōringer
- Rohon, Josef Victor (1845–1923), rumänischer Neuroanatom und Paläontologe
- Rohonczi, Mária (1923–1995), ungarische Leichtathletin und Basketballspielerin
- Rohonyan, Katerina (* 1984), ukrainische Schachspielerin
- Rohowyj, Wiktor (* 1965), ukrainischer Marathonläufer
- Rohowzewa, Ada (* 1937), ukrainische Schauspielerin

### Rohp
- Rohparwar, Mohammed Saber (* 1953), afghanischer Fußballspieler

### Rohr
- Rohr von Denta, Franz (1854–1927), österreichischer Feldmarschall
- Rohr von Rohrau, Johann (1775–1855), österreichischer Generalmajor und Brigadekommandeur
- Rohr, Adolphine von (1855–1923), Äbtissin des Klosters Stift zum Heiligengrabe
- Rohr, Alain (* 1971), Schweizer Sprinter und Hürdenläufer
- Rohr, Albrecht Ehrentreich von (1720–1800), preußischer Generalmajor, Inspekteur des westpreußischen Infanterieregimenter, Chef des Infanterieregiments Nr. 54, Drost von Limberg und Hausberge
- Rohr, Alfred (* 1945), österreichischer Politiker (ÖVP), Landtagsabgeordneter
- Rohr, Alheidis von (* 1940), deutsche Kunsthistorikerin
- Röhr, Aloys (1887–1953), deutscher Bildhauer und Grafiker
- Rohr, Angela (1890–1985), österreichisch-sowjetische Ärztin und Schriftstellerin
- Rohr, Bernd (1937–2022), deutscher Bahnradsportler
- Rohr, Bernd (1942–2023), deutscher Fußballspieler und Buchautor
- Rohr, Bernhard von (1421–1487), Salzburger Erzbischof
- Röhr, Bruno (1875–1926), deutscher Architekt
- Rohr, Carl von (1792–1869), preußischer Landrat des Kreises Ottweiler
- Röhr, Caroline (* 1962), deutsche Festkörperchemikerin und Hochschullehrerin
- Rohr, Caspar Otto Christoph von (1711–1762), preußischer Landrat
- Rohr, Chris von (* 1951), Schweizer RockmusikerChris von Rohr (* 1951)

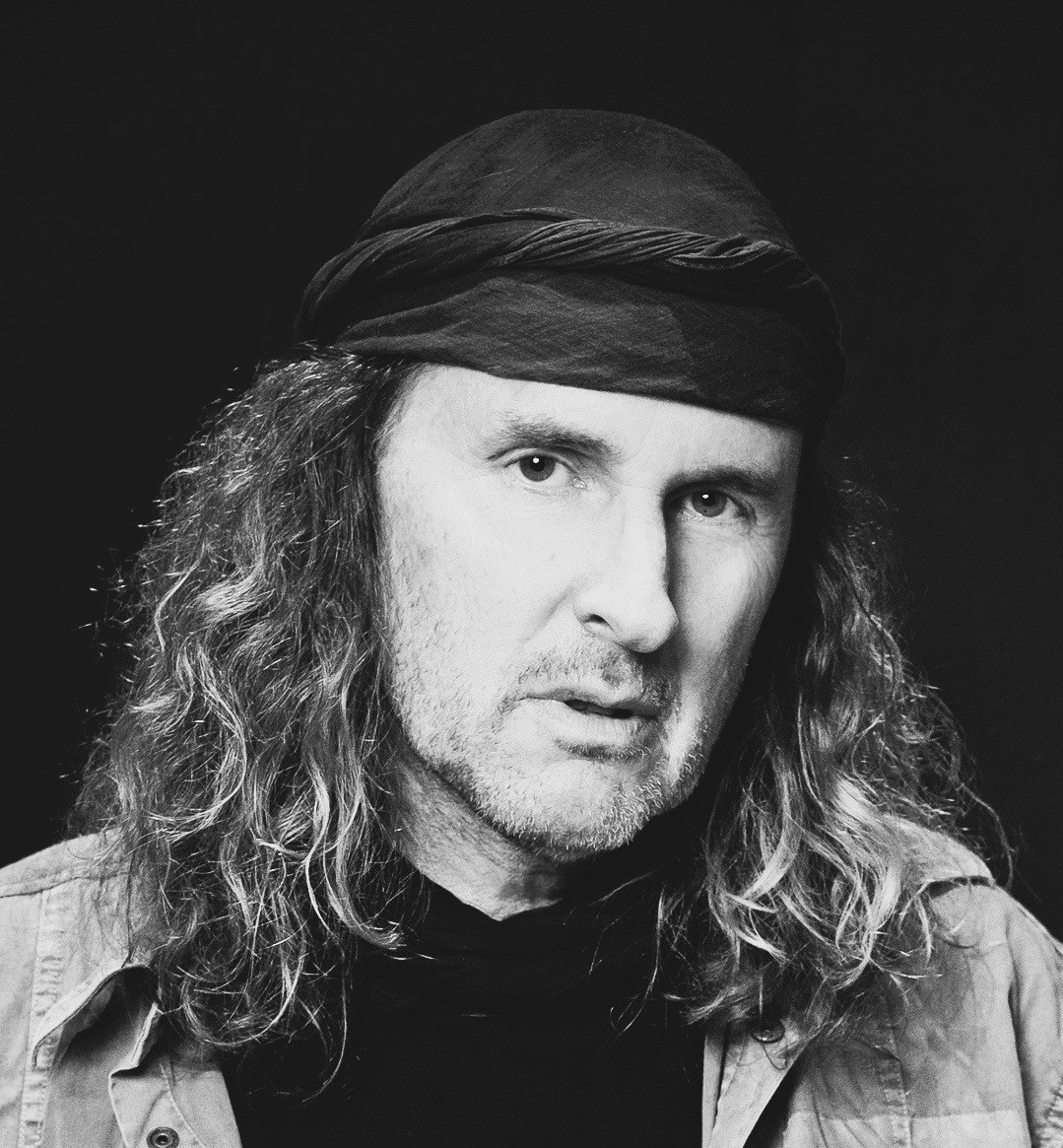
Chris von Rohr (* 1951)

- Rohr, Christian (* 1967), österreichischer Historiker
- Rohr, Christine (* 1969), österreichische Haute-Couture-Modistin und Mode-Expertin
- Rohr, Daniel (* 1960), Schweizer Schauspieler, Regisseur und Theaterleiter
- Röhr, Eduard (* 1815), deutscher Revolutionär und Politiker, MdL
- Rohr, Elisabeth (* 1948), deutsche Soziologin und Hochschullehrerin
- Rohr, Ferdinand von (1783–1851), preußischer General der Infanterie und Kriegsminister
- Rohr, Ferdinand von (1805–1873), preußischer Generalleutnant
- Röhr, Franz (1920–2002), deutscher Politiker (CDU), MdL
- Rohr, Franz Rudolf Jakob (1831–1888), Schweizer Ingenieur und Politiker
- Rohr, Friedrich (1850–1913), deutscher Druckereibesitzer und Stadtdirektor, MdBB
- Röhr, Gerhard (1859–1930), deutscher Architekt
- Rohr, Gernot (* 1953), deutscher Fußballspieler und -trainerGernot Rohr (* 1953)

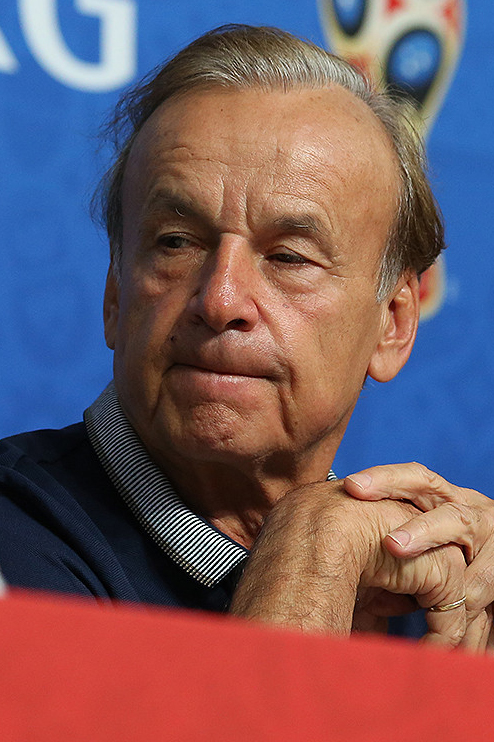
Gernot Rohr (* 1953)

- Rohr, Götz von (* 1944), deutscher Geograph
- Rohr, Hanns von (1895–1988), deutscher Generalmajor
- Rohr, Hans Albrecht Friedrich von (1703–1784), preußischer Oberst und Regimentschef
- Rohr, Hans Christoph von (* 1938), deutscher Industriejurist und Politiker (CDU), MdHBHans Christoph von Rohr (* 1938)

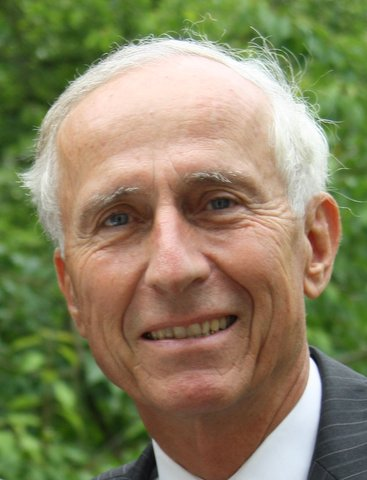
Hans Christoph von Rohr (* 1938)

- Rohr, Hans Ernst Otto Christian von († 1778), preußischer Oberst und Regimentschef des I. Stehenden Grenadier-Bataillons
- Rohr, Hans Friedrich von (1679–1735), preußischer Landrat
- Röhr, Hans Gustav (1895–1937), deutscher Automobilpionier
- Rohr, Hans Heinrich Ludwig von (1719–1792), preußischer Generalleutnant, Chef des Kürassierregiments Nr. 6, zuletzt des Dragonerregiments Nr. 6
- Rohr, Hans Peter (* 1943), Schweizer Skirennläufer
- Rohr, Hans-Alard von (1933–2016), deutscher Botschafter
- Rohr, Hans-Jürgen (1925–2024), deutscher Verwaltungsjurist und Staatssekretär in Bonn
- Rohr, Hansjoachim von (1888–1971), deutscher Rittergutbesitzer und Politiker (DNVP), MdL
- Rohr, Harald (1940–2016), deutscher evangelischer Pfarrer, Menschenrechts- und Eine-Welt-Aktivist
- Röhr, Heinrich (1888–1969), deutscher Pädagoge
- Rohr, Heinrich (1902–1997), deutscher Kirchenmusiker und Komponist
- Röhr, Heinz (1931–2005), deutscher Theologe, Religionspädagoge und Religionswissenschaftler
- Röhr, Hugo (1866–1937), deutscher Komponist
- Rohr, Ignaz (1866–1944), deutscher katholischer Theologe
- Rohr, Jean-Philippe (* 1961), französischer Fußballspieler
- Rohr, Johann (1830–1909), Schweizer Politiker (Liberale Partei)
- Röhr, Johann Friedrich (1777–1848), Theologe
- Rohr, Johann Friedrich (1816–1878), deutscher Schriftsetzer
- Rohr, Johann Georg (1666–1722), Glockengießer in Heilbronn
- Rohr, Johann von (1579–1624), deutscher Kammerjunker und Hofbeamter
- Rohr, Julius Albert von (1647–1712), sächsischer Domherr, Jurist, Hofrat
- Rohr, Julius Bernhard von (1688–1742), sächsischer Kameralist, Naturwissenschaftler und Schriftsteller
- Rohr, Karl (1891–1972), deutscher Architekt und Illustrator von Kinderbüchern
- Rohr, Karl (* 1954), deutscher Fußballspieler
- Röhr, Karl Friedrich (1807–1892), deutscher Maurermeister und Bauunternehmer
- Rohr, Karl Jakob († 1863), Schweizer Arzt
- Rohr, Karl von (* 1965), deutscher Bankmanager
- Röhr, Karl-Heinz (* 1935), deutscher Journalist, Medienwissenschaftler und Hochschullehrer
- Rohr, Kaspar Friedrich von (1702–1757), königlich preußischer Generalmajor, Chef des Infanterie-Regiments Nr. 47
- Rohr, Kurt von (1843–1910), preußischer Gutsbesitzer und Politiker
- Rohr, Leopold von (1771–1850), deutscher Lyriker und preußischer Verwaltungsbeamter
- Rohr, Ludwig von (1777–1855), preußischer Generalleutnant
- Rohr, Margarete von († 1724), Gattin eines preußischen Ritters
- Rohr, Mathieu von (* 1978), Schweizer Journalist
- Rohr, Mathilde von (1810–1889), Briefpartnerin Theodor Fontanes
- Röhr, Matthias (* 1962), deutscher GitarristMatthias Röhr (* 1962)

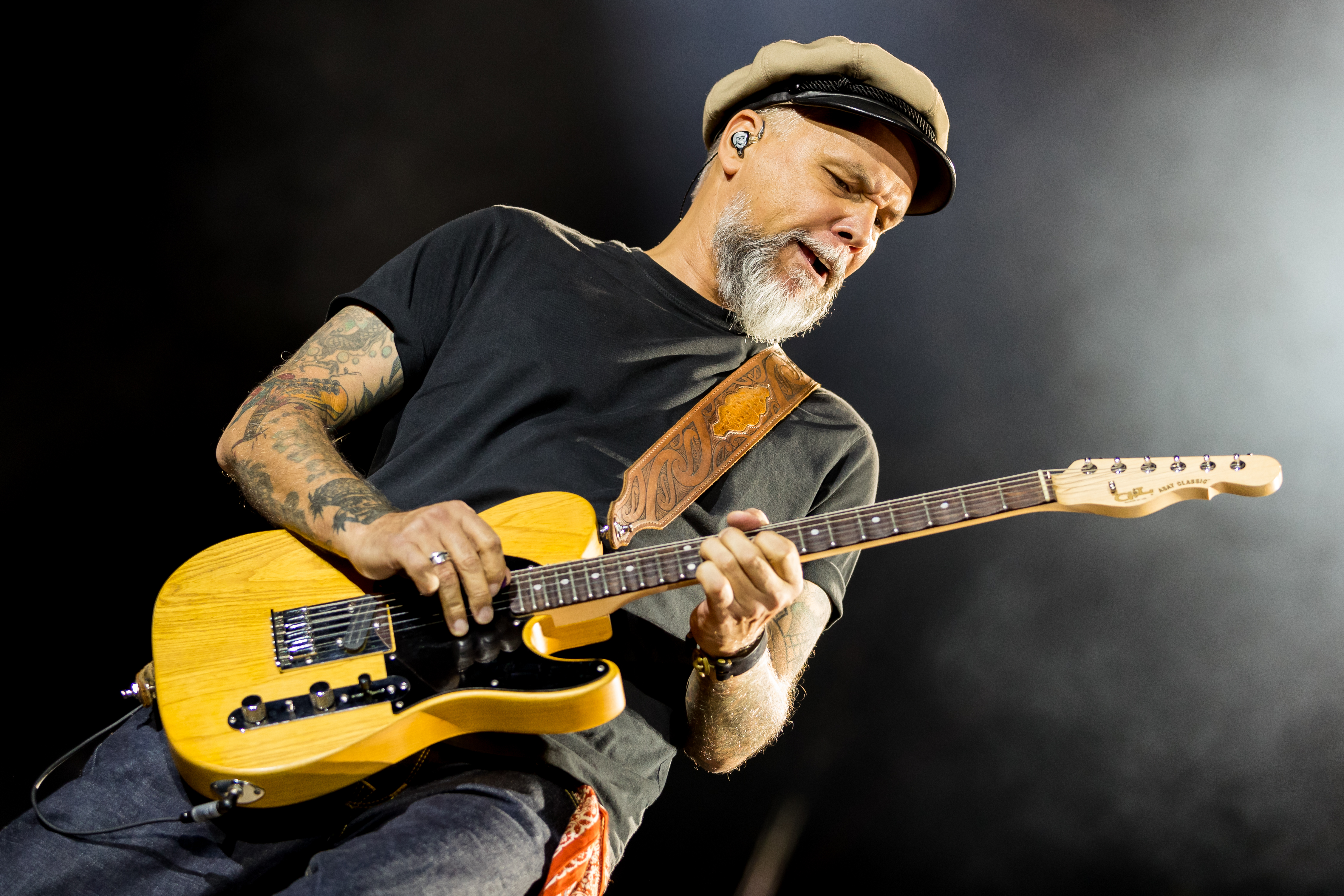
Matthias Röhr (* 1962)

- Rohr, Matthias (* 1980), deutscher Handballspieler
- Rohr, Max (1875–1917), deutscher Opernsänger (Tenor) und Theaterschauspieler
- Rohr, Max (1890–1980), Schweizer Politiker (CVP)
- Rohr, Maximilian (* 1995), deutscher Fußballspieler
- Röhr, Michael (* 1945), deutscher Statistiker und Dozent
- Rohr, Moritz von (1868–1940), deutscher Optiker
- Rohr, Nadine (* 1977), Schweizer Leichtathletin
- Rohr, Oskar (1912–1988), deutscher Fußballspieler
- Röhr, Otto (1891–1972), deutscher Leichtathlet
- Rohr, Otto Albrecht von (1666–1736), preußischer Landrat
- Rohr, Otto Christian Albrecht Ludwig von (1763–1839), preußischer Generalmajor
- Rohr, Otto I. von († 1427), Bischof von Havelberg
- Rohr, Otto von (1891–1941), deutscher Oberst
- Rohr, Otto von (1914–1982), deutscher Opernsänger (Bass)
- Rohr, Patrick (* 1968), Schweizer Fernsehmoderator
- Rohr, Peter (1881–1956), rumäniendeutscher Komponist und Dirigent
- Rohr, Philipp (1918–2007), deutscher Fußballspieler- und trainer
- Rohr, Philipp Ludwig Ewald von (1710–1782), preußischer Landrat
- Rohr, Reinhart (* 1959), österreichischer Politiker (SPÖ), Landtagsabgeordneter, Landesrat in Kärnten, Bundesrat
- Rohr, Richard (* 1943), US-amerikanischer Franziskanerpater, Prediger und Autor spiritueller BücherRichard Rohr (* 1943)

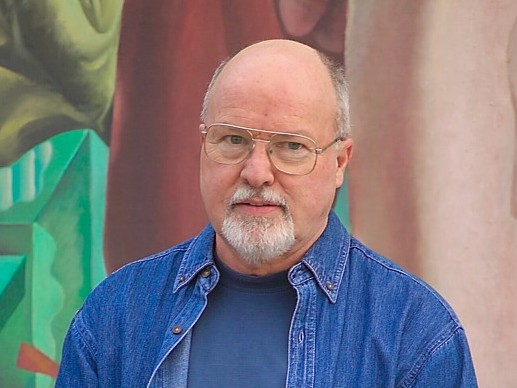
Richard Rohr (* 1943)

- Rohr, Robert (1922–2008), deutsch-donauschwäbischer Pädagoge, Musikwissenschaftler, Musiker und Schriftsteller
- Rohr, Rupprecht (1919–2009), deutscher Romanist, Mediävist, Rumänist, Sprachwissenschaftler und Hochschullehrer
- Rohr, Susanne (* 1958), deutsche Amerikanistin
- Rohr, W. D. (1928–1981), deutscher Science-Fiction-Schriftsteller
- Rohr, W. Günther (1956–2015), deutscher Literatur- und Sprachwissenschaftler
- Röhr, Werner (1941–2022), deutscher Philosoph und Historiker
- Rohr, Wilhelm (1898–1968), deutscher Historiker und Archivar
- Rohr, Willy (1877–1930), preußischer Offizier, Kommandeur des preußischen Sturmbataillons 5 (Rohr) im Ersten WeltkriegWilly Rohr (1877–1930)

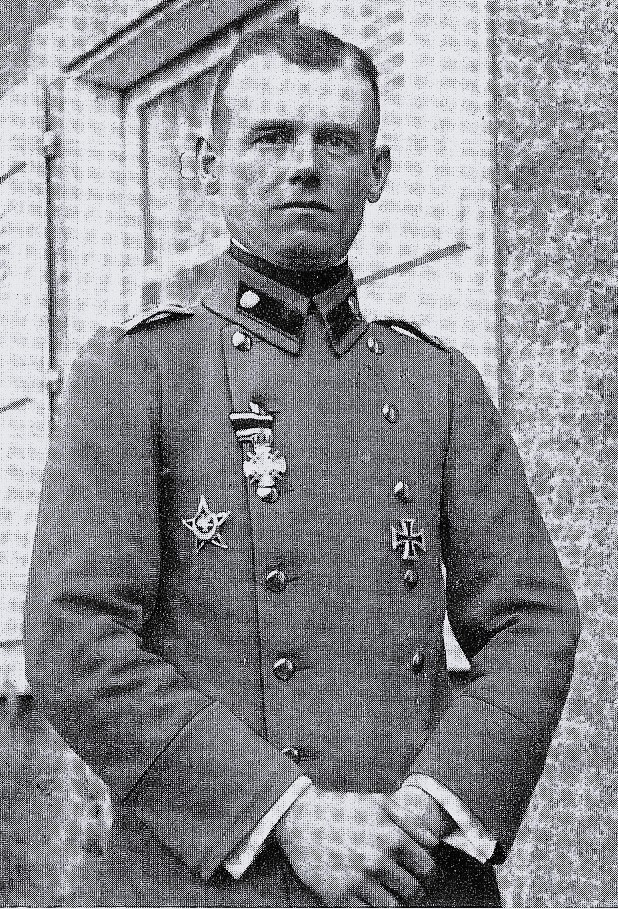
Willy Rohr (1877–1930)

- Röhr, Wolfgang (* 1948), deutscher Diplomat
- Rohr, Wulfing von (* 1948), deutscher Sachbuchautor
- Röhr-Brajnin, Sofie (1861–1937), polnisch-deutsche Opernsängerin (Sopran)
- Rohr-Reiner, Hans (1860–1945), Schweizer Rechtsanwalt
- Röhr-Sendlmeier, Una (* 1954), deutsche Psychologin, Erziehungswissenschaftlerin und Linguistin

#### Rohra
- Rohra, Helga (* 1953), deutsche Demenz-Aktivistin
- Rohrabacher, Dana (* 1947), US-amerikanischer Politiker
- Rohracher, Andreas (1892–1976), österreichischer katholischer Geistlicher, Erzbischof von Salzburg, Bischof von Gurk
- Rohracher, Hubert (1903–1972), österreichischer Psychologe und Jurist
- Rohracker, Dominik (* 1989), deutscher Fußballspieler
- Rohracker, Peter (* 1966), deutscher Radrennfahrer, Sportlicher Leiter und Organisator
- Rohrandt, Rut (1943–2023), deutsche evangelisch-lutherische Geistliche

#### Rohrb
- Rohrbach, Adolf (1889–1939), deutscher Maschinenbauingenieur, Flugzeugkonstrukteur und Unternehmer
- Rohrbach, Bob (* 1955), US-amerikanischer Fußballspieler
- Rohrbach, Carl (1861–1932), Gymnasialdirektor und Amateurastronom in Gotha
- Rohrbach, Carmen (* 1948), deutsche Schriftstellerin
- Rohrbach, Charlotte (1902–1981), deutsche Fotografin
- Rohrbach, Christoph Georg (* 1992), deutscher Lehrer, Lyriker und Lyrikvermittler
- Rohrbach, Dirk (* 1968), deutscher Arzt, Journalist, Autor und Fotograf
- Rohrbach, Dirk (* 1972), deutscher Eishockeyspieler, -trainer und -funktionär
- Rohrbach, Emile († 1969), französischer Radrennfahrer
- Rohrbach, Erhard (* 1956), deutscher Politiker (CDU), Bürgermeister von Maintal
- Rohrbach, Günter (* 1928), deutscher Kinofilm- und FernsehproduzentGünter Rohrbach (* 1928)

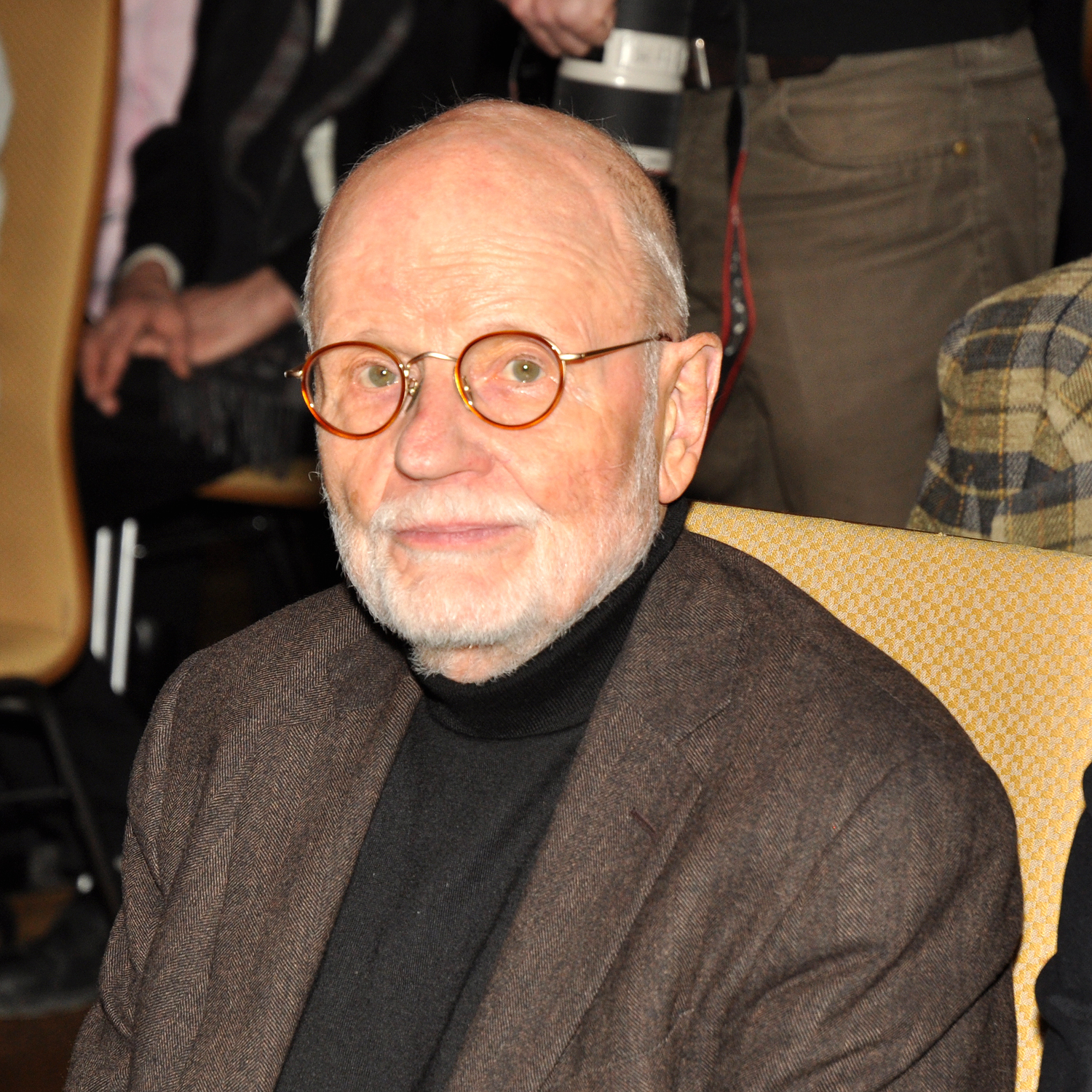
Günter Rohrbach (* 1928)

- Rohrbach, Hans (1903–1993), deutscher Mathematiker
- Rohrbach, Hermann (1905–1985), deutscher Opernsänger (Bariton)
- Rohrbach, Ignaz (1691–1747), deutscher Bildhauer des Barock
- Rohrbach, Ingo (* 1972), deutscher Sportjournalist, Moderator, Kommentator und Ringsprecher
- Rohrbach, Jäcklein († 1525), Anführer der Bauern im Deutschen Bauernkrieg 1525
- Rohrbach, Jan, deutscher Synchronsprecher und Gitarrist der Band Dota
- Rohrbach, Johann von († 1467), österreichischer Staatsmann
- Rohrbach, Jürg (* 1931), Schweizer Eisschnellläufer
- Rohrbach, Kelly (* 1990), US-amerikanische Schauspielerin und ModelKelly Rohrbach (* 1990)

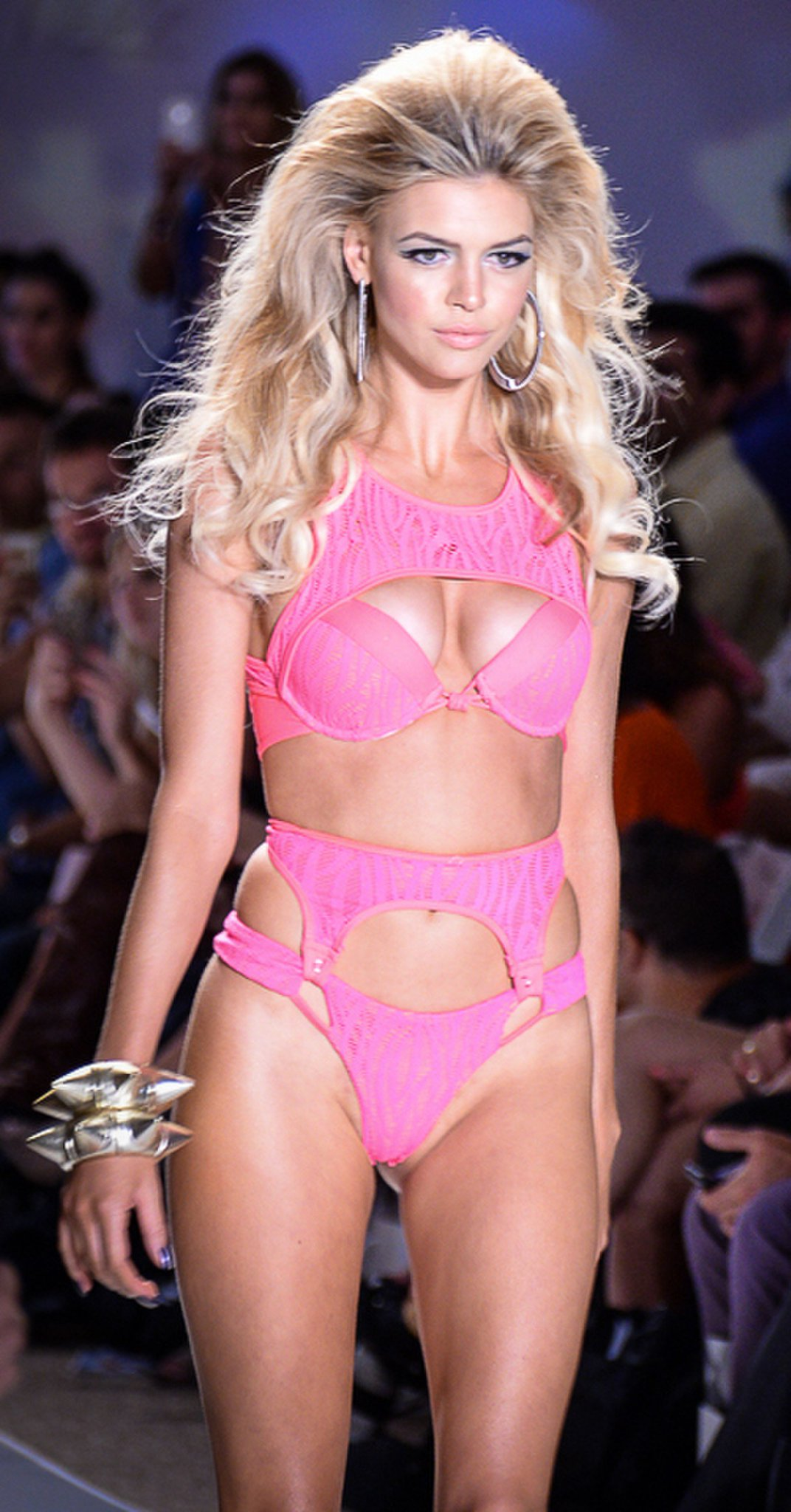
Kelly Rohrbach (* 1990)

- Rohrbach, Lena (* 1978), deutsche Skandinavistin
- Rohrbach, Marcel (1933–2012), französischer Radrennfahrer
- Rohrbach, Marcus (* 1983), deutscher Informatiker
- Rohrbach, Maria (* 1929), deutsche Frau, Opfer eines Justizskandals
- Rohrbach, Michèle (* 1974), Schweizer Freestyle-Skisportlerin
- Rohrbach, Paul (1869–1956), evangelischer Theologe, Publizist und Autor
- Rohrbach, Regula (* 1974), Schweizer Triathletin
- Rohrbach, Sebastian (* 1975), deutscher Schauspieler
- Rohrbach, Thomas (* 1949), deutscher Fußballspieler
- Rohrbach, Thomas (* 1961), deutscher Ingenieur
- Rohrbach, Wolfgang (* 1947), österreichischer Hochschullehrer
- Rohrbacher, Bernhard (* 1965), deutscher Fußballspieler
- Rohrbacher, Stefan (* 1958), deutscher Judaist
- Rohrbeck, Franz (1852–1919), deutsch-US-amerikanischer Maler
- Rohrbeck, Hermann (1899–1978), deutscher Jazz- und Unterhaltungsmusiker
- Rohrbeck, Leyla (* 1990), deutsche Synchron- und Hörspielsprecherin
- Rohrbeck, Oliver (* 1965), deutscher Schauspieler, Synchronsprecher und HörspielsprecherOliver Rohrbeck (* 1965)

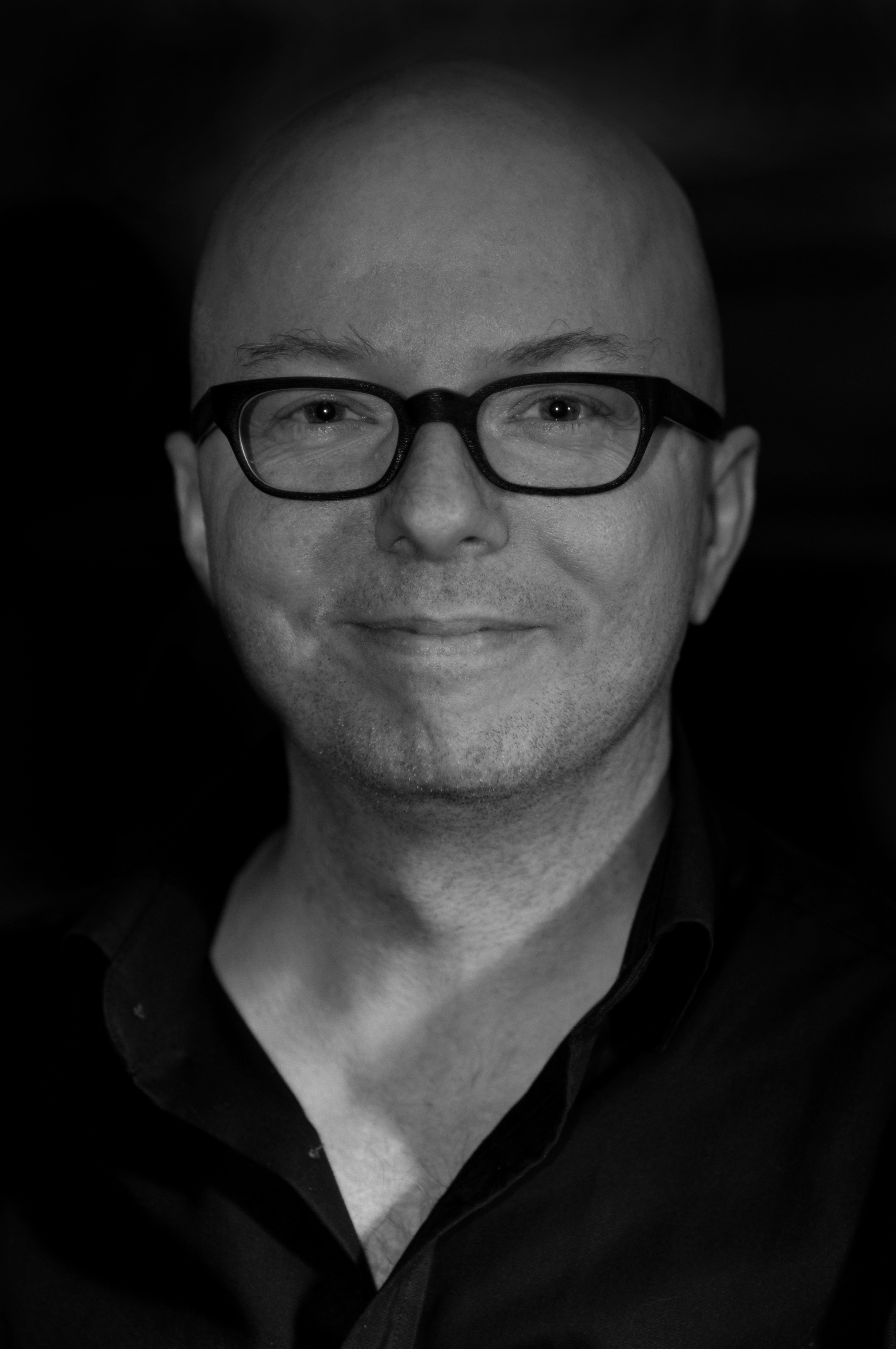
Oliver Rohrbeck (* 1965)

- Rohrbeck, Ute (* 1962), deutsche Schauspielerin, Synchronsprecherin und Hörspielsprecherin
- Rohrbeck, Walter (1885–1956), deutscher Wirtschaftswissenschaftler und Hochschullehrer
- Röhrbein, Momme (* 1962), deutscher Bühnenbildner
- Röhrbein, Paul (1890–1934), deutscher Kampfbundführer
- Röhrbein, Waldemar R. (1935–2014), deutscher Historiker, Autor und Museumsleiter
- Röhrberg, Hermann Friedrich (1791–1871), deutsch-baltisch-russischer Verkehrsingenieur
- Rohrberg, Janka (* 1988), deutsche Fußballspielerin
- Rohrberg, Klaus (1932–2016), deutscher Sportwissenschaftler und Hochschullehrer
- Rohrberg, Rolf (1920–1976), deutscher Fußballspieler
- Rohrberg, Sebastian (* 1979), deutscher Bogenschütze
- Rohrböck, Lambert (1917–2003), österreichischer Politiker (ÖVP), Landtagsabgeordneter
- Röhrborn, Klaus (* 1938), deutscher Orientalist, Turkologe und Hochschullehrer
- Rohrbough, Edward G. (1874–1956), US-amerikanischer Politiker

#### Rohrd
- Röhrdanz, Günther (1907–1995), deutscher Nationalsozialist, Journalist und Kunstkritiker

#### Rohre
- Rohrecker, Georg (1947–2009), österreichischer Historiker
- Rohregger, Eveline (* 1977), österreichische Skirennläuferin
- Rohregger, Thomas (* 1982), österreichischer Radrennfahrer
- Röhreke, Heinrich (1910–2001), deutscher Diplomat und Hochschullehrer
- Röhrensee, Christian (1641–1706), deutscher Ethiker und Politikwissenschaftler
- Rohrer, Amalie (1922–2014), deutsche Kommunalpolitikerin (CDU)
- Rohrer, Anneliese (* 1944), österreichische JournalistinAnneliese Rohrer (* 1944)

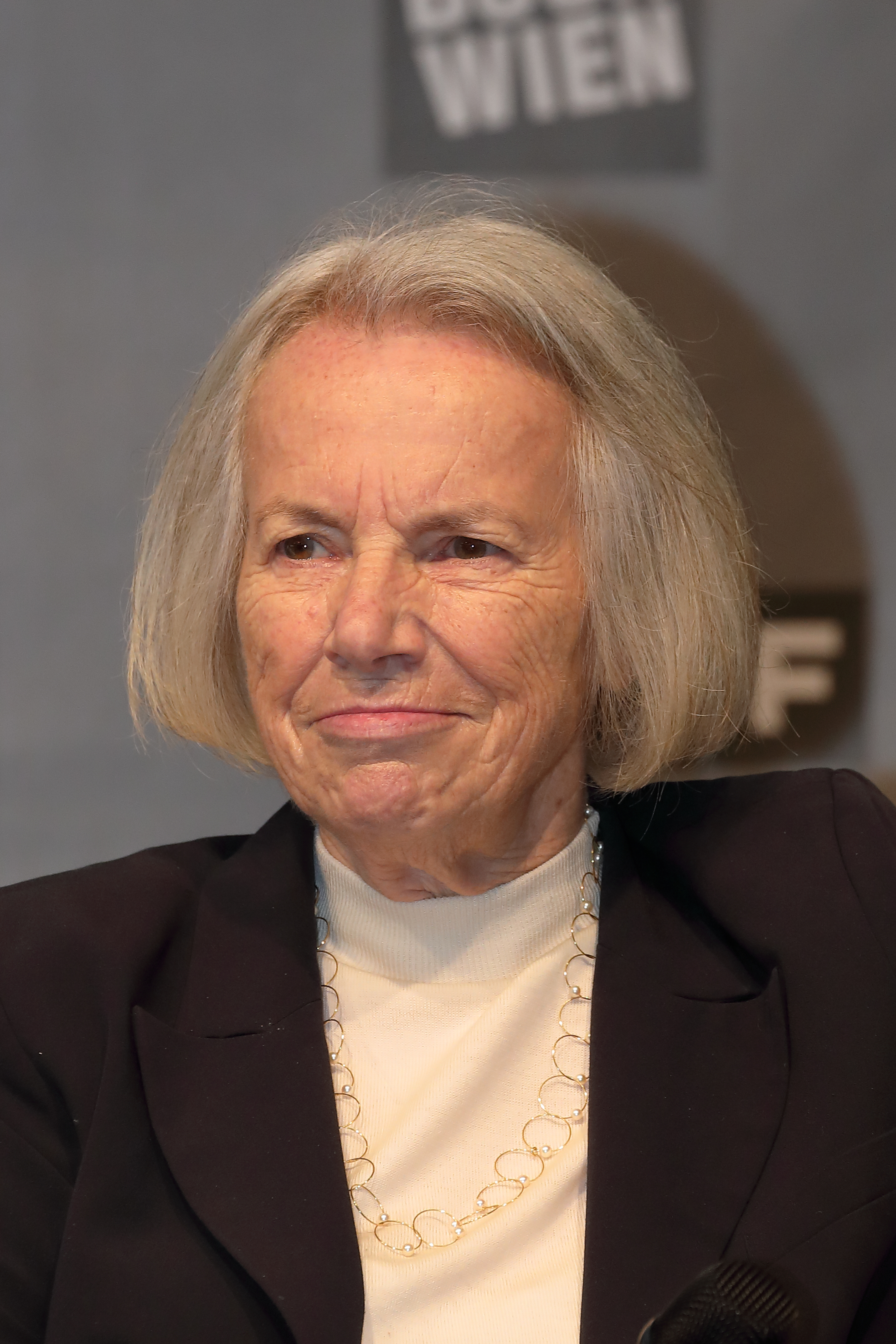
Anneliese Rohrer (* 1944)

- Rohrer, Christian (1811–1886), Schweizer Politiker
- Rohrer, Christian (1938–2022), deutscher Romanist, Computerlinguist und Hochschullehrer
- Rohrer, Fabien (* 1975), Schweizer Snowboarder
- Röhrer, Franz (* 1937), deutscher Fußballspieler
- Rohrer, Franz (1941–2021), deutscher Unternehmer, Geschäftsmann und Verbandsfunktionär der nationalen Immobilienwirtschaft
- Rohrer, Franz Anton (1832–1882), Schweizer Kirchenhistoriker, Priester und Bibliothekar des Klosters St. Gallen
- Rohrer, Heinrich (1933–2013), Schweizer PhysikerHeinrich Rohrer (1933–2013)

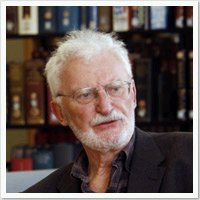
Heinrich Rohrer (1933–2013)

- Röhrer, Heinz (1905–1992), deutscher Veterinärmediziner und Virologe, MdV
- Rohrer, Jason (* 1977), US-amerikanischer Informatiker
- Rohrer, Jeff (* 1958), US-amerikanischer American-Football-Spieler
- Rohrer, Johann Georg (1686–1765), elsässischer Orgelbauer
- Rohrer, Johann Michael Ludwig (1683–1732), deutscher Baumeister
- Rohrer, Johann Peter Ernst (1687–1762), Baumeister
- Rohrer, Katharina (* 1980), österreichische Filmregisseurin
- Rohrer, Madeleine (* 1983), italienische Politikerin (Südtirol)
- Rohrer, Max (1887–1966), deutscher Alpinist und Schriftsteller
- Rohrer, Michael Ludwig Anton († 1715), Baumeister
- Rohrer, Raphael (* 1985), liechtensteinischer Fußballspieler
- Rohrer, Ronald (* 1939), US-amerikanischer Informatiker und Elektroingenieur
- Rohrer, Rudolf (1805–1839), österreichischer Verleger und Botaniker
- Rohrer, Rudolf (1864–1913), österreichischer Verleger
- Rohrer, Rudolf (1900–1968), deutscher Architekt
- Röhrer, Rudolf (1930–2012), deutscher Journalist
- Rohrer, Rudolf Maria von (1838–1914), österreichischer Verleger und Politiker
- Rohrer, Samuel (* 1977), Schweizer Elektronik- und Jazzmusiker sowie Musikproduzent
- Rohrer, Seraina (* 1977), Schweizer Publizistin und Filmwissenschaftlerin
- Rohrer, Stefan (* 1968), deutscher Künstler
- Rohrer, Susanne (* 1966), deutsche HörfunkmoderatorinSusanne Rohrer (* 1966)

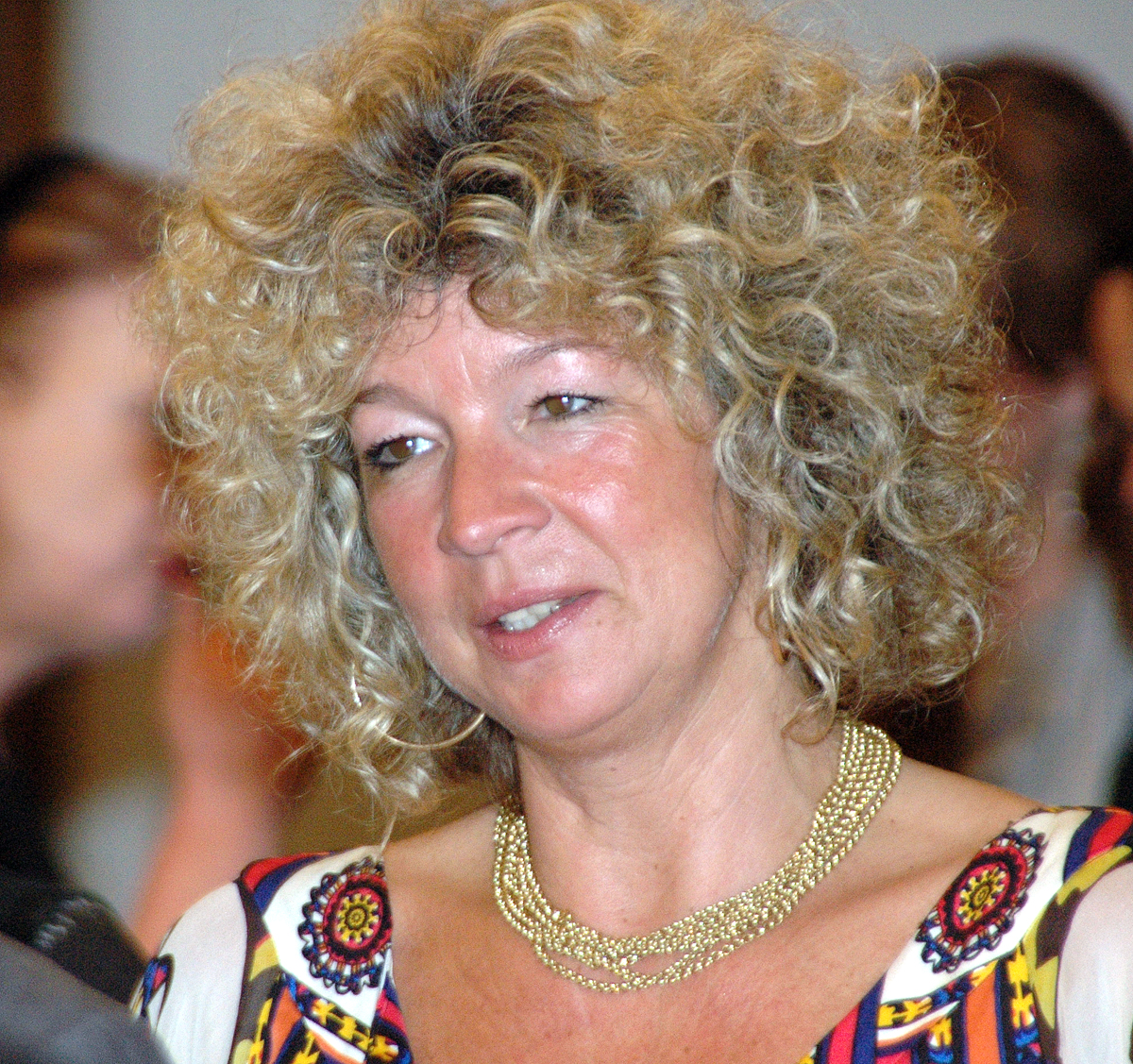
Susanne Rohrer (* 1966)

- Rohrer, Sylvie (* 1968), Schweizer Schauspielerin
- Rohrer, Urs (1977–2022), Schweizer Jongleur
- Rohrer, Verena (* 1996), Schweizer Snowboarderin
- Rohrer, Waltraud (* 1961), österreichische Politikerin (SPÖ), Abgeordnete zum Kärntner Landtag

#### Rohrh
- Rohrhirsch, Ferdinand (1957–2018), deutscher Philosoph, Theologe und Führungskräftecoach
- Rohrhofer, Anton (1882–1965), österreichischer Fuhrwerksunternehmer und Politiker (ÖVP), Landtagsabgeordneter
- Röhrhoff, Uwe (* 1962), deutscher Manager
- Rohrhurst, Rupert (1860–1952), deutscher Theologe, Lehrer und Politiker

#### Rohri
- Röhrich, Hans (1899–1988), deutscher Chirurg und Universitätsdozent
- Röhrich, Lutz (1922–2006), deutscher Volkskundler und ErzählforscherLutz Röhrich (1922–2006)

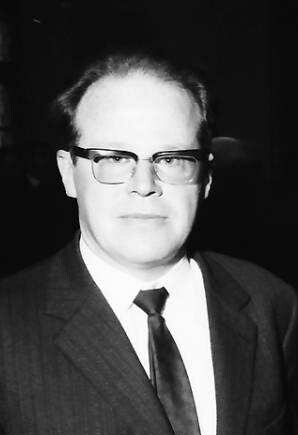
Lutz Röhrich (1922–2006)

- Röhrich, Thomas (* 1957), deutscher Basketballspieler
- Röhrich, Timotheus Wilhelm (1802–1860), elsässischer evangelischer Geistlicher und Kirchenhistoriker
- Röhrich, Victor (1862–1925), deutscher Historiker, Hochschullehrer und Politiker (Zentrumspartei)
- Röhrich, Volker (* 1965), deutscher Fußballspieler und Trainer
- Röhrich, Werner (1929–2003), deutscher Politiker (SPD)
- Röhrich, Wilfried (1936–2024), deutscher Politikwissenschaftler
- Röhricht, Edgar (1892–1967), deutscher General der Infanterie
- Röhricht, Rainer (1929–2013), deutscher Theologe
- Röhricht, Reinhold (1842–1905), deutscher Kreuzzug-Historiker
- Röhricht, Volker (* 1940), deutscher Jurist, Richter am Bundesgerichtshof
- Röhricht, Waldemar (1922–2011), deutscher Generalsekretär des Deutschen Roten Kreuzes der DDR
- Röhricht, Wolf (1886–1953), deutscher Maler und Grafiker
- Röhrig, Anna Eunike (* 1962), deutsche Schriftstellerin und Übersetzerin
- Röhrig, Carl-W. (* 1953), deutscher Maler und Illustrator
- Röhrig, David (* 1990), deutscher Handballspieler und -trainer
- Röhrig, Dorothee (* 1952), deutsche Journalistin und Buchautorin
- Röhrig, Edgar (1928–2011), deutscher römisch-katholischer Geistlicher
- Röhrig, Ernst (1921–2020), deutscher Forstwissenschaftler
- Röhrig, Ernst (1940–2002), deutscher Fußballspieler
- Röhrig, Floridus (1927–2014), österreichischer Ordensgeistlicher, Kirchenhistoriker, Bibliothekar und Archivar
- Röhrig, Georg (1886–1969), deutscher Verwaltungsjurist und Offizier
- Röhrig, Georg (1914–1999), deutscher Diplomat
- Röhrig, Géza (* 1967), ungarischer Schriftsteller und Filmschauspieler
- Röhrig, Hans-Jochen (* 1943), deutscher Schauspieler
- Röhrig, Helmut (* 1944), deutscher Fußballspieler
- Röhrig, Herbert (1903–1977), deutscher Heimatforscher, Jurist, Kaufmann und Vorsitzender des Niedersächsischen Heimatbundes
- Röhrig, Johann Jakob (1787–1856), deutscher Dorfschullehrer und Memoirenautor
- Röhrig, Johanna (* 1993), deutsche Geigerin
- Röhrig, Johannes (1928–2012), niederländischer Fußballspieler
- Röhrig, Josef (1925–2014), deutscher Fußballspieler
- Röhrig, Karl (1886–1972), deutscher Porzellangestalter, Modelleur und Bildhauer
- Röhrig, Manfred (* 1938), deutscher Fußballspieler
- Röhrig, Paul Gottfried (1925–2007), deutscher Pädagoge und Hochschullehrer
- Röhrig, Peter (* 1923), deutscher Filmarchitekt
- Röhrig, Rudolf (1903–1970), deutscher Politiker (NSDAP), MdR und SA-Führer
- Röhrig, Theo (* 1936), deutscher Politiker (SPD), MdL
- Röhrig, Tilman (* 1945), deutscher Schriftsteller und SchauspielerTilman Röhrig (* 1945)

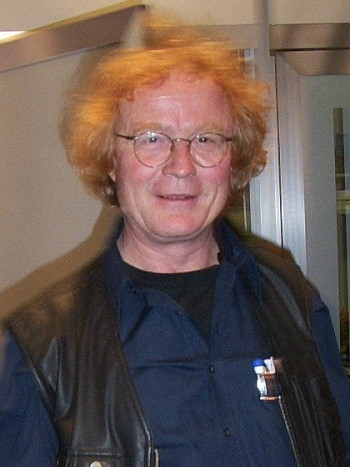
Tilman Röhrig (* 1945)

- Röhrig, Udo (* 1943), deutscher Handballspieler und -trainer
- Röhrig, Volkmar (* 1952), deutscher Schriftsteller und Hörspielautor
- Röhrig, Walter (1887–1945), deutscher Filmarchitekt
- Röhrig, Werner (1934–2010), deutscher Fußballspieler und -trainer
- Röhrig, Wolfram (1916–1998), deutscher Musiker
- Röhring, Hans-Helmut (1939–2004), deutscher Verleger
- Röhring, Wolfgang (* 1947), deutscher Fußballspieler
- Rohringer, Norbert (1927–2009), österreichischer Schauspieler
- Rohringer, Stefan (* 1967), deutscher Musiktheoretiker und Hochschullehrer

#### Rohrk
- Rohrkamp, René (* 1977), deutscher Historiker und Archivar
- Röhrkasten, Jens (* 1959), deutscher Historiker

#### Rohrl
- Röhrl, Helmut (1927–2014), deutscher Mathematiker
- Röhrl, Karl (1941–2016), österreichischer Schachspieler
- Röhrl, Rita (* 1953), deutsche Politikerin (SPD)
- Röhrl, Walter (* 1947), deutscher RallyefahrerWalter Röhrl (* 1947)

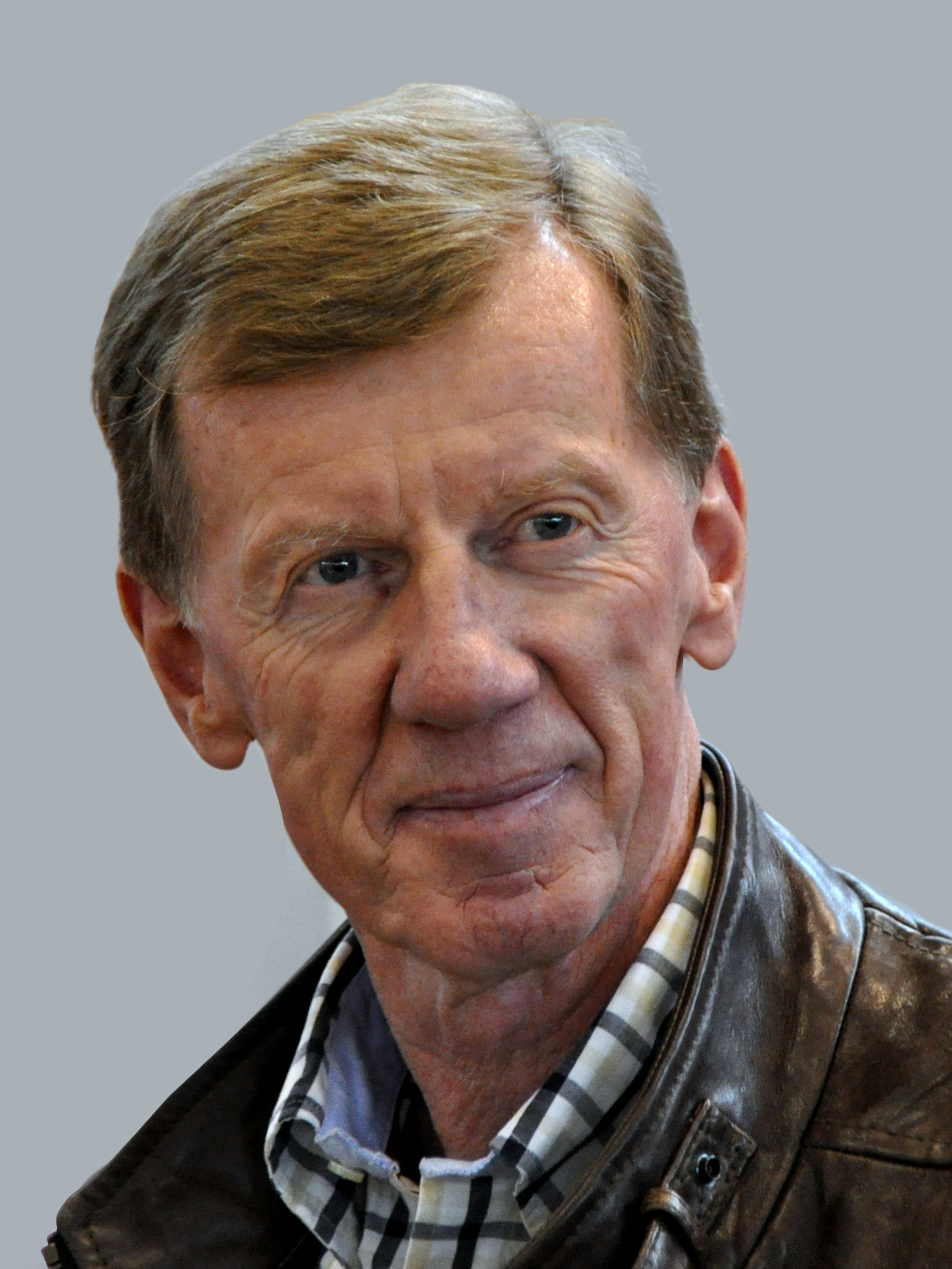
Walter Röhrl (* 1947)

- Röhrl, Wilhelm (1921–2013), deutscher Politiker (CSU), MdL
- Röhrle, Axel (* 1971), deutscher Schauspieler
- Röhrle, Karl (1889–1965), deutscher Gewerkschafter und Politiker
- Röhrlich, Dagmar (* 1956), deutsche Wissenschaftsjournalistin
- Rohrlich, Fritz (1921–2018), US-amerikanischer Physiker
- Rohrlich, George F. (1914–1995), US-amerikanischer Ökonom und Hochschullehrer
- Röhrling, Arnold (1893–1974), österreichischer Komponist

#### Rohrm
- Rohrmair, Gordon Thomas (* 1976), deutscher Informatiker
- Rohrmann, Bernd (* 1940), deutscher Psychologe
- Rohrmann, Eckhard (* 1956), deutscher Erziehungswissenschaftler
- Rohrmann, Jonas (* 1980), deutscher Schauspieler
- Rohrmann, Ludwig (1848–1909), deutscher Unternehmer und Erfinder
- Rohrmann, Petra (* 1962), deutsche Skilangläuferin
- Rohrmann, Tim (* 1963), deutscher Psychologe
- Rohrmann, Wilhelm (1905–1983), deutscher Jurist, Kriminalpolizist, SS-Hauptsturmführer
- Rohrmeister, Jakob (1631–1716), österreichischer katholischer Geistlicher
- Rohrmoser, Albin (1936–1994), österreichischer Kunsthistoriker und Direktor des Salzburg Museums (1979–1994)
- Rohrmoser, Alois (1932–2005), österreichischer Unternehmer, Gründer der Skifabrik Atomic
- Rohrmoser, Günter (1927–2008), deutscher Sozialphilosoph und Hochschullehrer
- Rohrmoser, Klaus (* 1953), österreichischer Schauspieler und Regisseur
- Röhrmoser, Sophie (* 1995), deutsche Schauspielerin und Synchronsprecherin
- Rohrmoser, Tobias (* 2007), österreichischer Fußballspieler
- Rohrmüller, Rudi (* 1991), deutscher Squashspieler und -trainer

#### Rohrs
- Röhrs, Erik (* 2001), deutscher Volleyball- und BeachvolleyballspielerErik Röhrs (* 2001)

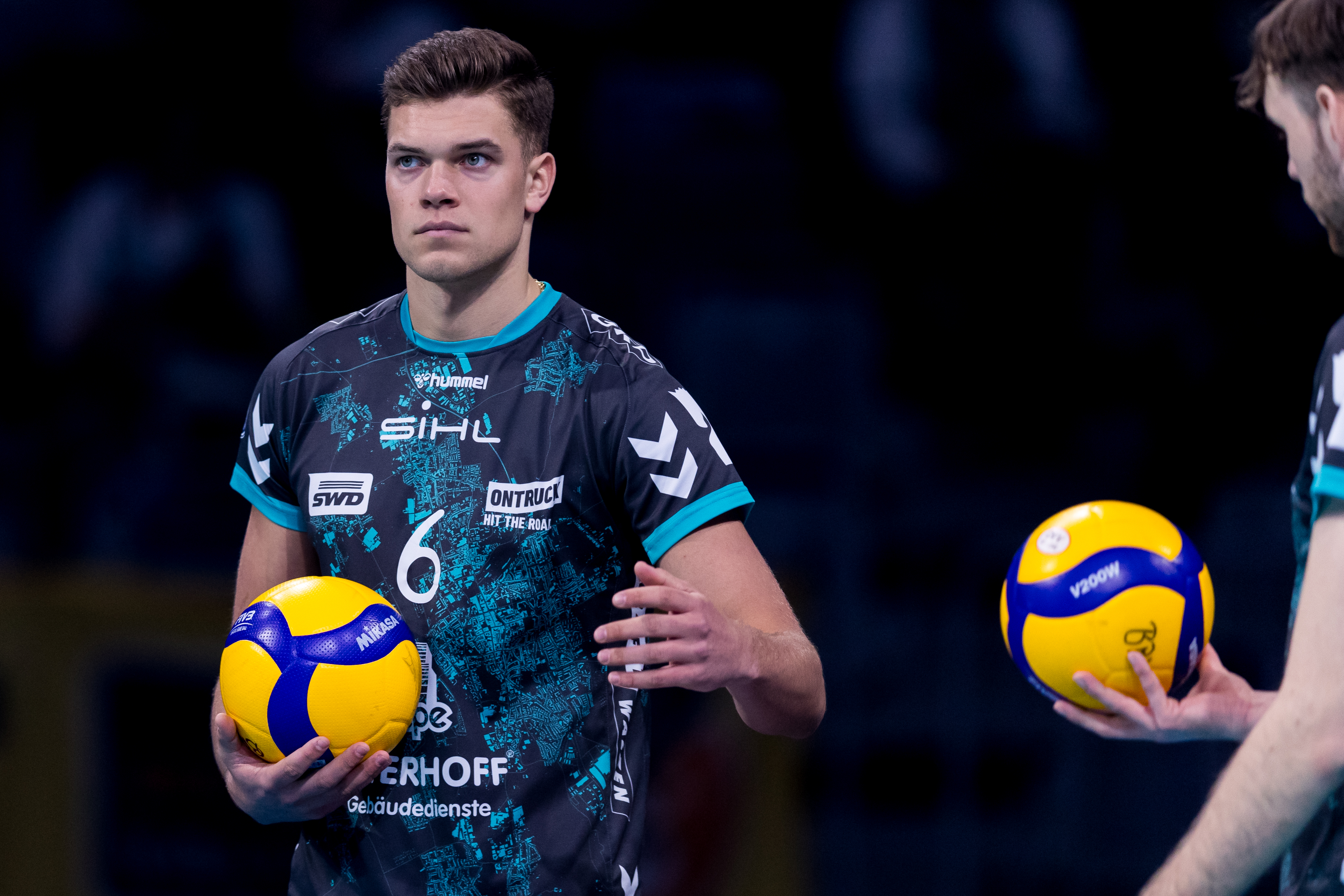
Erik Röhrs (* 2001)

- Röhrs, Franz (* 1945), deutscher Politiker (CDU), MdL
- Röhrs, Fritz (1896–1959), deutscher Maler und Künstler
- Röhrs, Georg Joachim Hieronymus (1758–1802), deutscher lutherischer Theologe, Superintendent und Autor
- Röhrs, Gerd (1930–2017), deutscher Offizier
- Röhrs, Hans (* 1932), deutscher Bergingenieur und Bergbauhistoriker
- Röhrs, Heinrich Bernhard (1776–1835), deutscher Kaufmann und Senator
- Röhrs, Hermann (1915–2012), deutscher Pädagoge
- Röhrs, Konstanze (* 1962), österreichische Unternehmerin und Politikerin (FPÖ), Abgeordnete zum Nationalrat
- Röhrs, Manfred (1927–2005), deutscher Zoologe und Haustierforscher
- Röhrs, Marie (1820–1919), deutsch-schweizerische Porträt-, Historien- und Genremalerin
- Rohrscheidt, Alexander von (1808–1881), preußischer Generalmajor
- Rohrscheidt, Eberhard (* 1939), deutscher Fernseh- und Radiomoderator
- Rohrscheidt, Emil von (1809–1886), preußischer Landrat, Rittergutsbesitzer und Parlamentarier
- Rohrscheidt, Günther von (1888–1963), deutscher Jurist
- Rohrscheidt, Oskar von (1848–1907), preußischer Generalleutnant
- Rohrscheidt, Paul von (1850–1911), preußischer Generalmajor
- Rohrscheidt, Richard von (1811–1893), preußischer Landrat
- Rohrschneider, Kai (* 1964), deutscher Militär, Generalleutnant der BundeswehrKai Rohrschneider (* 1964)

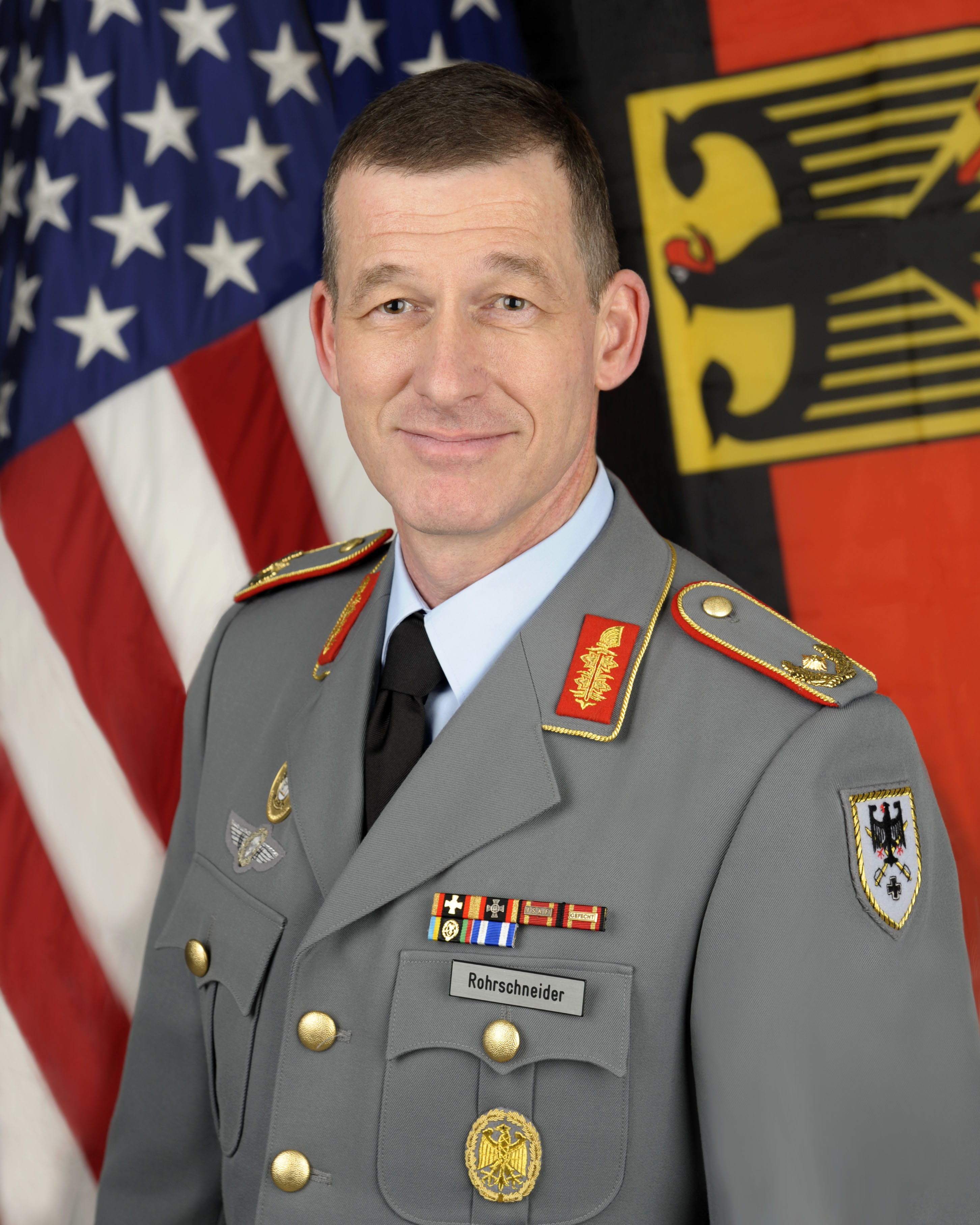
Kai Rohrschneider (* 1964)

- Rohrschneider, Lutz (1927–2022), deutscher Chemiker
- Rohrschneider, Michael (* 1966), deutscher Historiker
- Rohrschneider, Peter (* 1946), deutscher Fußballspieler, -trainer und Bankräuber
- Rohrschneider, Robert (* 1959), deutsch-amerikanischer Politologe
- Rohrschneider, Uta (* 1963), deutsche Sachbuchautorin
- Rohrschneider, Wilhelm (1895–1966), deutscher Mediziner
- Rohrsen, Peter (* 1942), deutscher Kulturwissenschaftler
- Rohrssen, Theo (1899–1996), deutscher Maler, Grafiker und Autor

#### Rohrw
- Rohrwacher, Alba (* 1979), italienische SchauspielerinAlba Rohrwacher (* 1979)

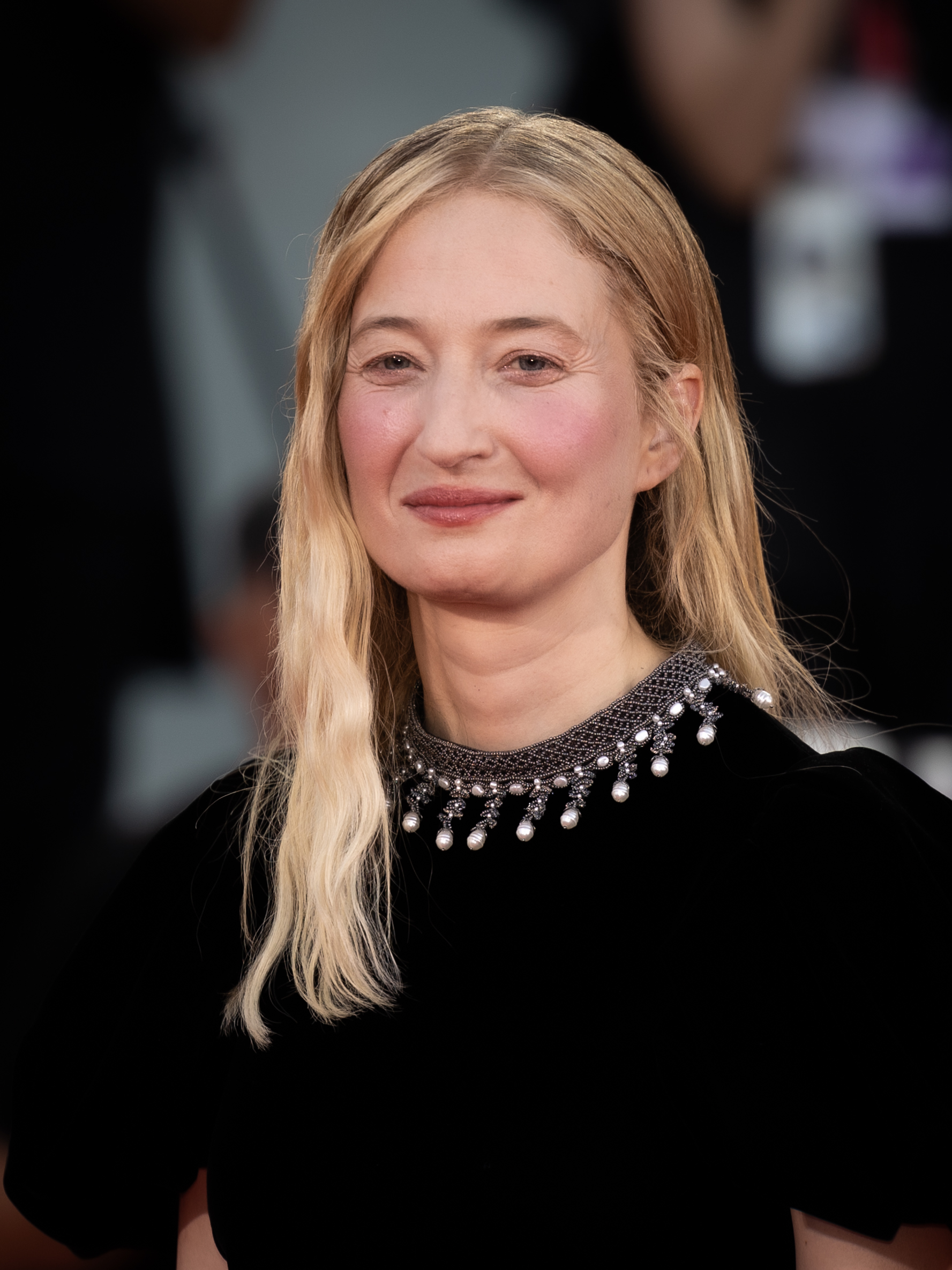
Alba Rohrwacher (* 1979)

- Rohrwacher, Alice (* 1981), italienische Filmregisseurin
- Rohrwacher, Niclas (* 1988), deutscher Schauspieler
- Rohrwasser, Michael (* 1949), deutscher Literaturwissenschaftler und -kritiker
- Rohrweck, Johannes (* 1990), österreichischer Freestyle-Skisportler
- Rohrwick, Volker (* 1954), deutscher Geräteturner

### Rohs
- Rohs, Martha (1909–1963), österreichische Opernsängerin der Stimmlage Alt
- Rohs, Peter (* 1936), deutscher Philosoph
- Rohsbach, Ingo (1945–2017), deutscher Radrennfahrer
- Rohse, Eberhard (* 1937), deutscher Germanist
- Röhse, Jan-Hendrik (* 1964), deutscher Kommunalpolitiker (CDU) und Bürgermeister (Stadt Buchholz in der Nordheide)
- Rohse, Otto (1925–2016), deutscher Typograf
- Rohseano, Klaus (* 1969), österreichischer Fußballspieler und -trainer
- Röhser, Günter (* 1956), deutscher evangelischer Theologe und Neutestamentler
- Röhsler, Waldemar (1926–2025), deutscher Richter am Bundesarbeitsgericht
- Rohsmann, Arnulf (1952–2024), österreichischer Kunsthistoriker, Ausstellungskurator und Leiter der Kärntner Landesgalerie
- Rohst, Wolfram (* 1966), deutscher Politiker (Piratenpartei), MdA

### Roht
- Roht, Richard (1891–1950), estnischer Schriftsteller

### Rohw
- Rohwedder, Detlev (1932–1991), deutscher Manager und Politiker (SPD)Detlev Rohwedder (1932–1991)

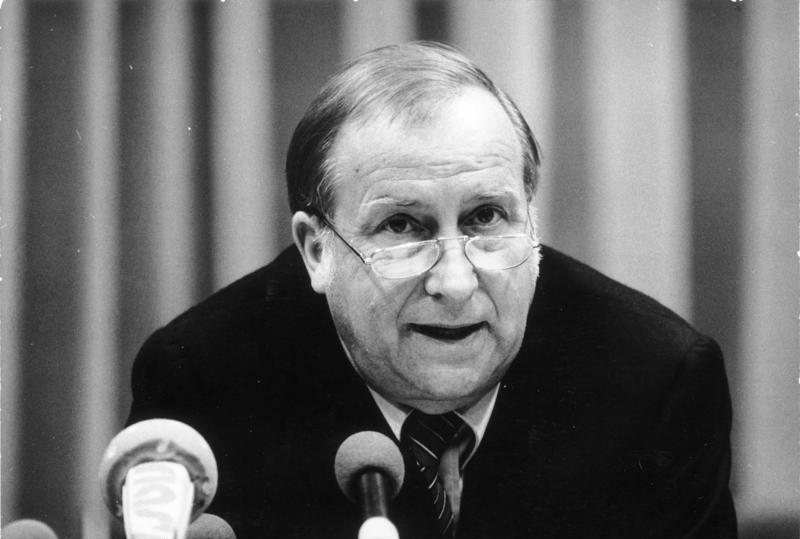
Detlev Rohwedder (1932–1991)

- Rohwedder, Hanns-Jörg (* 1957), deutscher Politiker (Piratenpartei)
- Rohwedder, Hermann (1925–2021), deutscher Admiralarzt der Bundesmarine
- Rohwedder, Otto (1909–1969), deutscher Fußballspieler
- Rohwedder, Otto Frederick (1880–1960), US-amerikanischer Erfinder
- Rohwedder, Wilhelm (1898–1987), deutscher Politiker (CDU), MdL
- Rohwedel, George Friedrich von (1711–1765), preußischer Landrat
- Rohwedel, Hans von (1740–1785), preußischer Landrat
- Rohweder, Heidemarie (1943–2014), deutsche Schauspielerin
- Rohweder, Joachim (1841–1905), deutscher Ornithologe und Oberlehrer
- Rohweder, Jürgen (1941–2024), deutscher Fußballspieler
- Rohwein, Peter (* 1962), deutscher Skitrainer
- Rohwer, Bernd (* 1951), deutscher Politiker (SPD)
- Rohwer, Björn (* 1995), deutscher Basketballspieler
- Rohwer, Forest (* 1969), US-amerikanischer Mikrobiologe, Ökologe und Hochschullehrer
- Rohwer, Franz (1905–1981), deutscher Politiker (CDU), MdL
- Rohwer, Götz (1947–2021), deutscher Sozialwissenschaftler und Hochschullehrer
- Rohwer, Hans (1889–1974), deutscher Kapitän
- Röhwer, Hans (1915–1995), deutscher SS-Hauptsturmführer
- Rohwer, Herbert (1922–2006), deutscher Handballspieler
- Rohwer, Jens (1914–1994), deutscher Komponist, Musikpädagoge, Autor und Musikwissenschaftler
- Rohwer, Jens (* 1958), deutscher Biologe und Hochschullehrer
- Rohwer, Jörn Jacob (* 1965), deutscher Publizist
- Rohwer, Jürgen (1924–2015), deutscher MilitärhistorikerJürgen Rohwer (1924–2015)

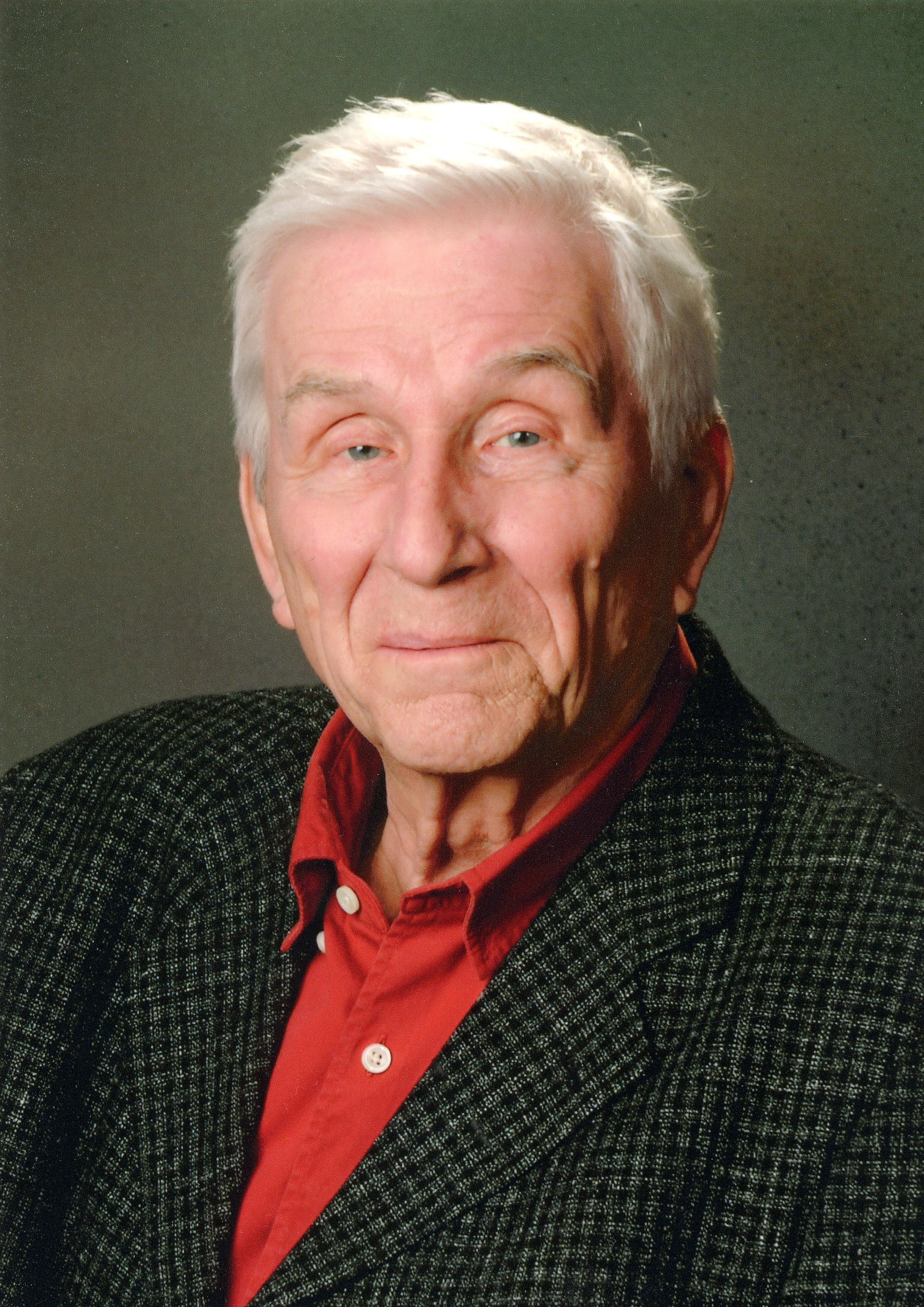
Jürgen Rohwer (1924–2015)

- Rohwer, Lars (* 1972), deutscher Politiker (CDU), MdL
- Rohwer, Otto (1881–1964), deutscher Beamter und schleswig-holsteinischer Landrat
- Rohwer, Thorsten (* 1976), deutscher Fußballspieler